# Bosna và Hercegovina
Bosna và Hercegovina (tiếng Bosnia, tiếng Croatia, tiếng Serbia chữ Latinh: Bosna i Hercegovina, viết tắt BiH; tiếng Serbia chữ Kirin: Босна и Херцеговина, viết tắt БиХ; phát âm [bôsna i xěrtseɡoʋina],) là một quốc gia tại Đông Nam Âu, trên bán đảo Balkan. Nước này giáp biên giới với Croatia ở phía bắc, tây và nam, Serbia ở phía đông, và Montenegro ở phía nam, Bosna và Hercegovina là một quốc gia hầu như nằm kín trong lục địa, ngoại trừ 26 km bờ biển Adriatic, tại trên thị trấn Neum. Vùng nội địa là núi non ở trung tâm và phía nam, đồi ở phía tây bắc và bằng phẳng ở phía đông bắc. Bosnia là vùng địa lý lớn nhất của nhà nước hiện đại với khí hậu lục địa ôn hoà, với mùa hè nóng và mùa đông lạnh, có tuyết. Herzegovina nhỏ hơn ở mũi cực nam đất nước, với khí hậu và địa hình Địa Trung Hải. Các nguồn tài nguyên thiên nhiên của Bosna và Hercegovina rất phong phú.
Nước này là quê hương của ba sắc tộc "hợp thành": người Bosnia, nhóm dân số đông nhất, với người Serb đứng thứ hai và người Croat đứng thứ ba. Nếu không tính đến sắc tộc, một công dân Bosna và Hercegovina thường được gọi là một người Bosnia. Tại Bosna và Hercegovina, sự phân biệt giữa một người Bosnia và một người Herzegovina chỉ được duy trì như sự phân biệt theo vùng, chứ không phải theo sắc tộc. Về chính trị đây là nhà nước phi tập trung và gồm hai thực thể hành chính, Liên bang Bosna và Hercegovina và Republika Srpska, với Quận Brčko như một thực thể thực tế thứ ba.
Trước kia là một trong sáu đơn vị liên bang tạo nên Liên bang Cộng hoà Xã hội chủ nghĩa Nam Tư, Bosna và Hercegovina đã giành được độc lập trong cuộc chiến tranh Nam Tư hồi thập niên 1990. Bosna và Hercegovina có thể được xem như một nhà nước Liên bang Dân chủ Cộng hoà đang chuyển tiếp nền kinh tế sang hệ thống định hướng thị trường, và là một ứng cử viên tiềm năng để trở thành thành viên trong Liên minh châu Âu và NATO. Ngoài ra, Bosna và Hercegovina đã là một thành viên của Hội đồng châu Âu từ ngày 24 tháng 4 năm 2002 và là một thành viên sáng lập của Liên minh Địa Trung Hải khi liên minh này được thành lập vào ngày 13 tháng 7 năm 2008.

## Lịch sử

### Thời kỳ Tiền Slav (đến năm 958)

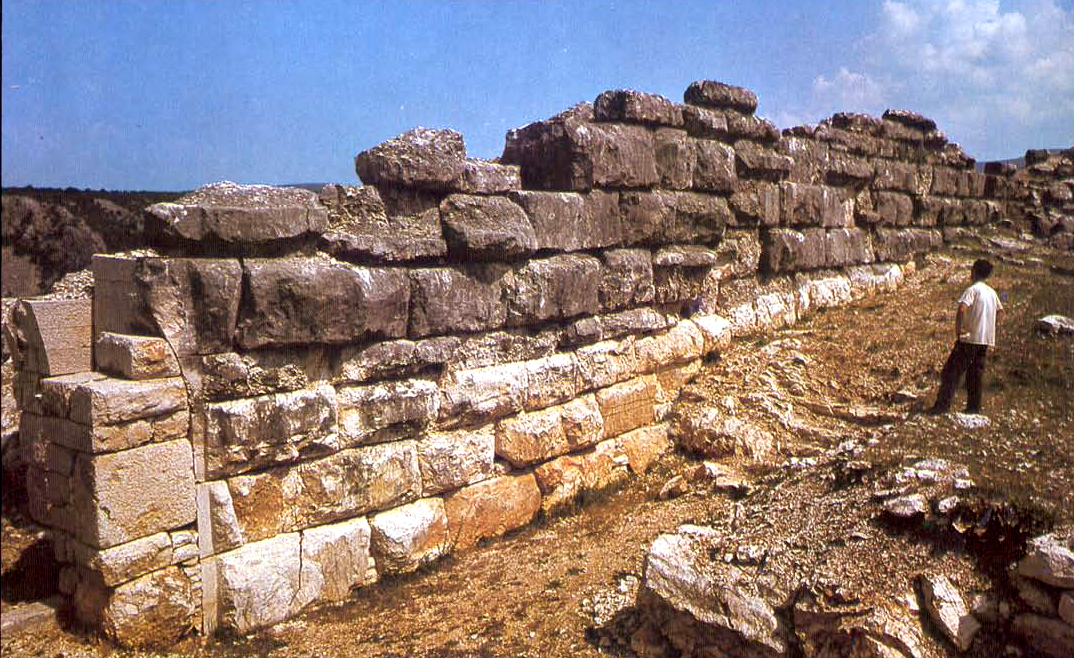
Những bức tường của Daorson cổ, Ošanići gần Stolac, Bosna và Hercegovina, thế kỷ thứ III trước Công Nguyên.

Bosna đã có người ở ít nhất từ thời đồ đá mới. Đầu thời đồ đồng, dân cư dồ đá mới bị thay thế bởi sắc tộc hiếu chiến hơn có thể có nguồn gốc Ấn-Âu, người Illyria. Những người Celtic nhập cư ở thế kỷ thứ IV và thế kỷ thứ III trước Công Nguyên đã thay thế người Illyrian trên những mảnh đất của họ, đặc biệt là người Ardiaei và Autariatae, nhưng một số người Celtic và Illyrian đã hòa trộn lẫn nhau, như Latobici, Scordisci, và có thể người Japodes. Bằng chứng lịch sử xác đáng về thời kỳ này khá hiếm, nhưng có lẽ vùng này đã được ở bởi một số bộ tộc khác nhau và nói những thứ tiếng khác nhau. Sự xung đột giữa người Illyrian và La Mã bắt đầu năm 229 TCN, nhưng La Mã chỉ hoàn thành việc sáp nhập vùng này vào năm 9 Công Nguyên. Trong thời Roma, những người định cư nói tiếng La tinh từ khắp Đế chế Roma đã sống cùng với người Illyrian và các chiến binh Roma được khuyến khích ở lại trong vùng.
Vùng đất ban đầu là một phần của Illyria cho tới sự chiếm đóng Roma. Sau sự chia rẽ của Đế chế Roma giai đoạn 337 và 395, Dalmatia và Pannonia trở thành những phần của Đế chế Tây Roma. Một số người cho rằng vùng này đã bị những người Ostrogoth chinh phục năm 455. Sau đó nó thay đổi chủ giữa những người Alan và người Huns. Tới thế kỷ thứ VI, Hoàng đế Justinian đã chinh phục vùng này cho Đế chế Byzantine. Người Slav, một bộ tộc từ Đông Âu (hiện là lãnh thổ Ukraina), đã bị chinh phục bởi người Avar ở thế kỷ thứ VI.

### Bosna thời Trung Cổ (958–1463)
Hiểu biết hiện nay về tình hình chính trị ở tây Balkan giai đoạn sơ kỳ Trung Cổ không nhiều và mâu thuẫn. Ngay khi tới nơi, người Slavơ đã mang cùng với họ một cấu trúc xã hội bộ tộc, và nó có thể đã tan rã nhường chỗ cho chế độ phong kiến khi người Frankish tới vùng này hồi cuối thế kỷ 9. Cũng vào khoảng thời gian này người Nam Slavơ đã bị Kitô giáo hóa. Bosna và Hercegovina, vì vị trí địa lý và đất đai, có thể là một trong những vùng cuối cùng trải qua quá trình này, được cho là khởi đầu từ các vùng đô thị dọc theo bờ biển Dalmatia. Các đô thị của Serbia và Croatia chia nhau quyền kiểm soát Bosna và Hercegovina ở thế kỷ 9 và thế kỷ 10, nhưng tới Trung kỳ Trung Cổ tình thế chính trị đã khiến vùng này bị rơi vào tranh chấp giữa Vương quốc Hungary và Đế chế Byzantine. Sau một sự thay đổi quyền lực nữa giữa hai thực thể này hồi đầu thế kỷ 12, Bosna rơi ra ngoài vòng kiểm soát của cả hai và nổi lên thành một nhà nước độc lập dưới sự cai trị của các ban địa phương.
Vương triều đáng chú ý đầu tiên của Bosna, Ban Kulin, đã có hoà bình và ổn định trong gần ba thập kỷ và tăng cường phát triển kinh tế quốc gia thông qua các hiệp ước với Dubrovnik và Venice. Sự cầm quyền của ông cũng đánh dấu sự khởi đầu một cuộc tranh cãi với Nhà thờ Bosna, một giáo phái Thiên chúa bản xá bị cả các nhà thờ Cơ đốc giáo La Mã và Chính thống giáo Serbia coi là dị giáo. Đối đầu với những nỗ lực của người Hungary nhằm sử dụng chính trị nhà thờ trước vấn đề này như một cách thức để tuyên bố chủ quyền với Bosna, Kulin đã tổ chức một hội đồng các lãnh đạo nhà thờ địa phương để bác bỏ sự dị giáo và đi theo Cơ đốc giáo năm 1203. Dù vậy, những tham vọng của Hungary vẫn không thay đổi trong một thời gian dài sau khi Kulin chết năm 1204, chỉ ngừng lại sau cuộc xâm lược bất thành năm 1254.

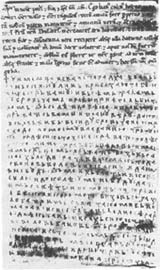
Hiến chương của Kulin Ban - hiệp ước với Dubrovnik. Hiện ở Bảo tàng Ermitage tại Sankt-Peterburg, Nga

Lịch sử Bosna từ đó cho tới đầu thế kỷ XIV được ghi dấu bởi sự cạnh tranh quyền lực giữa các gia đình Šubić và Kotromanić. Cuộc xung đột này kết thúc năm 1322, khi Stjepan II Kotromanić trở thành ban. Tới khi ông chết năm 1353, ông đã thành công trong việc sáp nhập các lãnh tổ phía bắc và phía tây, cùng như Zahumlje và nhiều phần của Dalmatia. Ông được kế tục bởi người cháu họ Tvrtko, người, sau một cuộc đấu tranh dài với giới quý tộc và những bất hoà giữa các gia đình, đã giành được toàn bộ quyền kiểm soát đất nước năm 1367. Tvrtko tự phong mình làm vua ngày 26 tháng 10 năm 1377 với danh hiệu Stefan Tvrtko I Vua của Rascia, Bosna, Dalmatia, Croatia, Bờ biển.
Các nhà sử học cho rằng ông đã làm lễ lên ngôi trong một Nhà thờ Chính thống Serbia là Tu viện Mileševa. Một khả năng khác, do P. Anđelić đưa ra và dựa trên bằng chứng khảo cổ học, rằng ông đã lên ngôi tại Mile gần Visoko trong nhà thờ được xây dựng trong thời cai trị của Stephen II Kotromanić, nơi ông được chôn cất cùng người chú/bác Stjepan II. Tuy nhiên, sau khi ông qua đời năm 1391, Bosna rơi vào một giai đoạn suy tàn kéo dài. Đế chế Ottoman đã khởi động cuộc chinh phục châu Âu của họ và đặt ra mối đe doạ với vùng Balkan trong suốt nửa sau thế kỷ 15. Cuối cùng, sau nhiều thập kỷ bất ổn kinh tế và chính trị, Bosna chính thức sụp đổ năm 1463. Hercegovina tiếp theo năm 1482, với một "Vương quốc Bosna" do Hungary đỡ lưng đầu hàng năm 1527.

### Thời kỳ Ottoman (1463–1878)
Cuộc chinh phục Bosna của Ottoman đã đánh dấu một thời kỳ mới trong lịch sử đất nước và đưa lại những thay đổi lớn trong bối cảnh chính trị và văn hoá trong vùng. Dù vương quốc đã bị đập tan và giới quý tộc cao cấp của nó đã bị hành quyết, những người Ottoman quả thực đã cho phép duy trì thực thể Bosna bằng cách sáp nhập nó trở thành một tỉnh hợp thành của Đế chế Ottoman với tên gọi lịch sử và tính toàn vẹn — một trường hợp duy nhất trong số các quốc gia bị nô dịch ở vùng Balkan. Bên trong sandžak (và cuối cùng là vilayet) này của Bosna, những người Ottoman đã thực hiện một số thay đổi quan trọng về cơ quan hành chính chính trị xã hội; gồm một hệ thống sở hữu đất đai mới, tái cơ cấu các đơn vị hành chính, và hệ thống phân biệt xã hội phức tạp theo tầng lớp và tôn giáo.
Bốn thế kỷ cai trị của Ottoman đã để lại dấu ấn mạnh trong thành phần dân số Bosna, nó đã thay đổi nhiều lần sau những cuộc chinh phục của đế quốc, những cuộc chiến tranh thường xuyên với các cường quốc châu Âu, những đợt di cư, những lần bệnh dịch. Một cộng đồng Hồi giáo bản xứ nói tiếng Slavơ đã xuất hiện và cuối cùng trở thành nhóm tôn giáo-sắc tộc lớn nhất (chủ yếu như một kết quả của sự dần gia tăng số lượng người cải đạo theo Hồi giáo), trong khi một số lượng đáng kể người Do thái Sephardi tới đây sau khi họ bị trục xuất khỏi Tây Ban Nha hồi cuối thế kỷ. Các cộng đồng Thiên chúa giáo Bosna cũng trải qua những thay đổi lớn. Các tín đồ Franciscan Bosna (và tổng thể tín đồ Cơ đốc giáo nói chung) được bảo vệ bởi nghị định chính thức của đế chế. Cộng đồng Chính thống tại Bosna, ban đầu bị hạn chế tại Hercegovina và Podrinje, đã phát triển trong cả nước ở giai đoạn này và có sự thịnh vượng khá cao cho tới thế kỷ 19. Tuy nhiên, Nhà thờ ly giáo Bosna đã hoàn toàn biến mất.
Khi Đế chế Ottoman thịnh vượng và mở rộng vào Trung Âu, Bosna thoát khỏi sức ép trở thành tỉnh biên giới và có một giai đoạn bình ổn và thịnh vượng khá dài. Một số thành phố, như Sarajevo và Mostar, được thành lập và phát triển trở thành các trung tâm thương mại và văn hoá lớn của vùng. Bên trong những thành phố đó, nhiều Sultan và các thống đốc cung cấp tài chính cho việc xây dựng nhiều công trình quan trọng của kiến trúc Bosna (như Stari Most và Nhà thờ Hồi giáo Gazi Husrev-beg). Hơn nữa, số lượng người Bosna có ảnh hưởng quan trọng trong văn hoá và chính trị trong thời gian này khá lớn. Các binh sĩ Bosna chiếm một thành phần lớn trong mọi cấp bậc chỉ huy quân sự của Ottoman trong Trận Mohács và chiến trường Krbava, hai thắng lợi quyết định về quân sự, trong khi nhiều người Bosna khác thăng tiến qua các cấp bậc quân sự Ottoman để nắm giữ những vị trí quyền lực cao nhất nhất trong Đế chế, gồm các đô đốc, tướng lĩnh, và đại tư tế. Nhiều người Bosna cũng để lại dấu ấn vĩnh cửu trong văn hoá Ottoman, trở thành các nhân vật thần bí, các học giả, và những nhà thơ nổi tiếng bằng tiếng Thổ Nhĩ Kỳ, tiếng Ả Rập, và các ngôn ngữ Ba Tư.
Tuy nhiên, tới cuối thế kỷ 17 sự rủi ro quân sự của Đế chế đã gây ảnh hưởng tới đất nước, và sự chấm dứt của cuộc Đại chiến Thổ Nhĩ Kỳ với hiệp ước Karlowitz năm 1699 một lần nữa khiến Bosna trở thành tỉnh cực tây của Đế chế. Một trăm năm sau đó là khoảng thời gian của những thất bại quân sự khác, nhiều cuộc nổi dậy bên trong Bosna, và nhiều vụ bùng phát bệnh dịch. Những nỗ lực của Porte nhằm hiện đại hoá nhà nước Ottoman gặp phải sự chống đối mạnh mẽ tại Bosna, nơi giới quý tộc địa phương khiến hầu hết các biện pháp cải cách không thể được thực hiện đầy đủ. Điều này, cộng với sự rút lui chính trị trước các nhà nước Thiên chúa giáo mới xuất hiện ở phía đông, dẫn tới một cuộc nổi dậy nổi tiếng (dù không thành công) của Husein Gradaščević năm 1831. Những cuộc khởi nghĩa liên quan bị dập tắt năm 1850, nhưng tình hình tiếp tục xấu đi. Những cuộc nổi dậy nông dân sau này cuối cùng dẫn đến cuộc nổi loạn Herzegovina, một cuộc khởi nghĩa nông dân trên diện rộng năm 1875. Nó nhanh chóng lan ra và liên quan tới nhiều nhà nước vùng Balkan cũng như các Cường quốc, cuối cùng buộc Đế chế Ottoman phải nhường quyền hành chính của Bosna cho Áo–Hung qua hiệp ước Berlin năm 1878.

### Cai trị Áo-Hung (1878–1918)

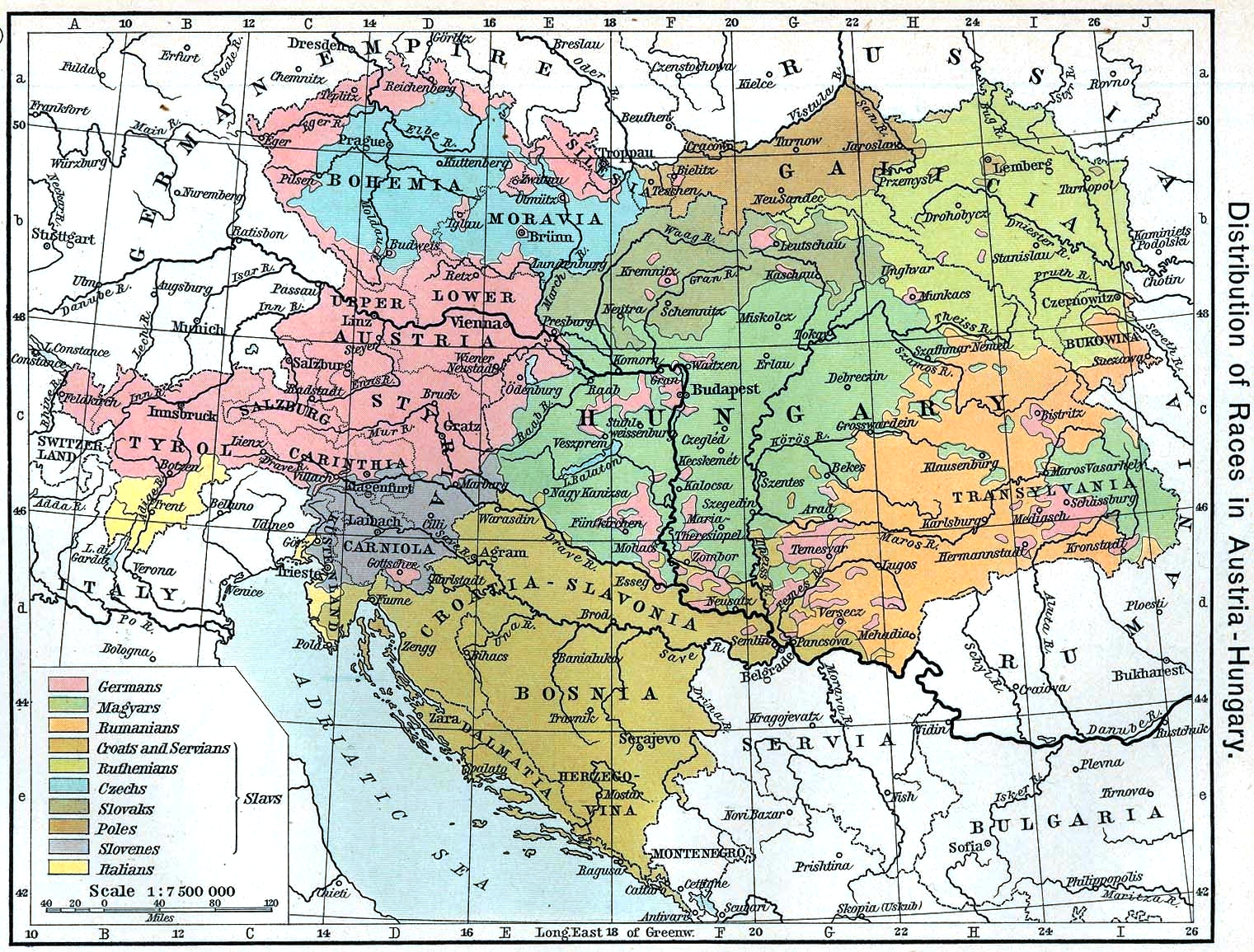
"Phân bố sắc tộc tại Áo–Hung" từ cuốn Atlas Lịch sử của William R. Shepherd, 1911.

Việc liên kết với Áo-Hung nhanh chóng dẫn đến một thoả thuận với người Bosna mặc dù những cẳng thẳng vẫn còn lại ở một số vùng thuộc đất nước (đặc biệt là Hercegovina) và một cuộc di cư quy mô lớn của đa số là người Slavơ bất đồng diễn ra. Tuy nhiên, một nhà nước với sự ổn định khá tốt đã nhanh chóng xuất hiện và các chính quyền Áo-Hung đã có thể tiến hành một số cải cách hành chính và xã hội để biến Bosna và Hercegovina trở thành một "thuộc địa kiểu mẫu". Với mục tiêu thiết lập một tỉnh như một mô hình chính trị ổn định sẽ giúp xua tan đi chủ nghĩa quốc gia Nam Slavơ đang xuất hiện, sự cai trị Habsburg giúp rất nhiều vào sự hệ thống hoá luật lệ, để đưa ra các cơ chế chính trị mới, và nói chung cung cấp cơ sở cho sự hiện đại hoá. Đế chế Áo-Hung đã xây dựng ba các nhà thờ Cơ đốc giáo tại Sarajevo và ba nhà thờ này nằm trong 20 nhà thờ Cơ đốc giáo duy nhất trong nhà nước Bosna.
Dù có thành công về mặt kinh tế, chính sách Áo-Hung - tập trung trên việc ủng hộ ý tưởng một quốc gia đa nguyên và đa giáo Bosna (được phần lớn người Hồi giáo ưa thích) - đã không thành công khi giải quyết những làn sóng chủ nghĩa quốc gia đang nổi lên. Ý tưởng quốc gia Croat và Serbia đã lan tới các cộng đồng Cơ đốc giáo và Chính thống ở Bosna và Hercegovina từ nước Croatia và Serbia láng giềng hồi giữa thế kỷ 19, và quá mạnh mẽ để cho phép sẹ chấp nhận một ý tưởng song song của quốc gia Bosna. Tới nửa sau những năm 1910, chủ nghĩa quốc gia là một phần không thể tách rời của chính trị Bosna, với các đảng chính trị quốc gia đại diện cho ba nhóm bầu cử lớn.
Ý tưởng về một nhà nước Nam Slavơ thống nhất (typically expected to be spear-headed by independent Serbia) đã trở nên một tư tưởng chính trị phổ biến trong vùng thời gian đó, gồm cả Bosna và Hercegovina. Quyết định chính thức sáp nhập Bosna và Hercegovina của chính phủ Áo-Hung năm 1908 (xem Khủng hoảng Bosna) càng tạo ra cảm giác khẩn trương trong những người theo chủ nghĩa quốc gia. Nga phản đối sự sáp nhập này. Cuối cùng Nga công nhận chủ quyền của Áo-Hung với Bosna để đối lấy lời hứa của Áo-Hung rằng họ sẽ công nhân quyền của Nga với Eo Dardanelles tại Đế chế Ottoman. Không giống như Nga, Áo-Hung không giữ lời hứa và không làm gì để hỗ trợ việc công nhận chủ quyền Nga với eo biển. Căng thẳng chính trị gây ra bởi sự kiện này lên tới đỉnh điểm ngày 28 tháng 6 năm 1914, khi thanh niên người Serb theo chủ nghĩa quốc gia Gavrilo Princip ám sát người kế vị ngôi báu Áo-Hung, Thế tử Franz Ferdinand, tại Sarajevo; một sự kiện dẫn tới Thế chiến I. Dù một số người Bosna đã hy sinh khi phục vụ trong quân đội của nhiều nước tham gia chiến tranh, Bosna và Hercegovina vẫn tìm cách tránh được cuộc chiến với thiệt hại khá nhỏ.

### Nam Tư đầu tiên (1918–1941)
Sau cuộc chiến tranh, Bosna và Hercegovina gia nhập Vương quốc của người Serb, người Croat và người Slovene (nhanh chóng được đổi tên thành Nam Tư) Nam Slavơ. Đời sống chính trị tại Serbia ở thời gian này được ghi dấu bởi hai khuynh hướng chính: bất ổn kinh tế và xã hội về tái phân phối tài sản, và việc thành lập nhiều đảng chính trị thường thay đổi giữa các liên minh và các phe phái với các đảng ở các vùng khác thuộc Nam Tư. Tư tưởng xung đột thống trị của nhà nước Nam Tư, giữa chủ nghĩa khu vực Croatia và sự tập trung hoá Serbia, là tiếp cận một cách khác biệt bởi các nhóm sắc tộc đa số của Bosna và phụ thuộc vào không khí chính trị chung. Thậm chí có hơn 3 triệu người Bosna ở Nam Tư, vượt quá số người Slovene và Montenegro cộng lại, tinh thần quốc gia Bosna bị ngăn cấm bởi Vương quốc mới. Dù sự chia rẽ ban đầu của đất nước trở thành 33 oblast đã xoá bỏ sự hiện diện của các thực thể địa lý truyền thống khỏi bản đồ, các nỗ lực của những chính trị gia Serbia như Mehmed Spaho đã đảm bảo rằng 6 oblast được chia cắt khỏi Bosna và Hercegovina tương ứng với 6 sanjaks từ thời Ottoman, và vì thế, thích ứng với biên giới truyền thống quốc gia như một tổng thể.
Tuy nhiên, vệc thành lập Vương quốc Nam Tư năm 1929, đã dẫn tới việc vẽ lại các vùng hành chính vào trong các nhóm có mục đích tránh mọi đường ranh giới lịch sử và sắc tộc, bỏ đi bất kỳ dấu vết nào của một thực thể Bosna. Căng thẳng Serbia-Croatia về cấu trúc nhà nước Nam Tư vẫn tiếp tục, với ý tưởng về một sự phân chia Bosna tách biệt ít được hay không được chú ý. Thoả thuận Cvetković-Maček tạo lập nên nhóm Croatia năm 1939 khuyến khích cái là một sự chia rẽ Bosna giữa Croatia và Serbia. Tuy nhiên, bên ngoài các hoàn cảnh chính trị buộc các chính trị gia Nam Tư phải thay đổi sự quan tâm tới sự đe doạ ngày càng lớn của Phát xít Đức của Adolf Hitler. Sau một giai đoạn với những nỗ lực xoa dịu, việc ký kết Hiệp ước Ba Bên, và một cuộc đảo chính, Nam Tư cuối cùng bị Đức xâm lược ngày 6 tháng 4 năm 1941.

### Thế chiến thứ hai (1941–45)

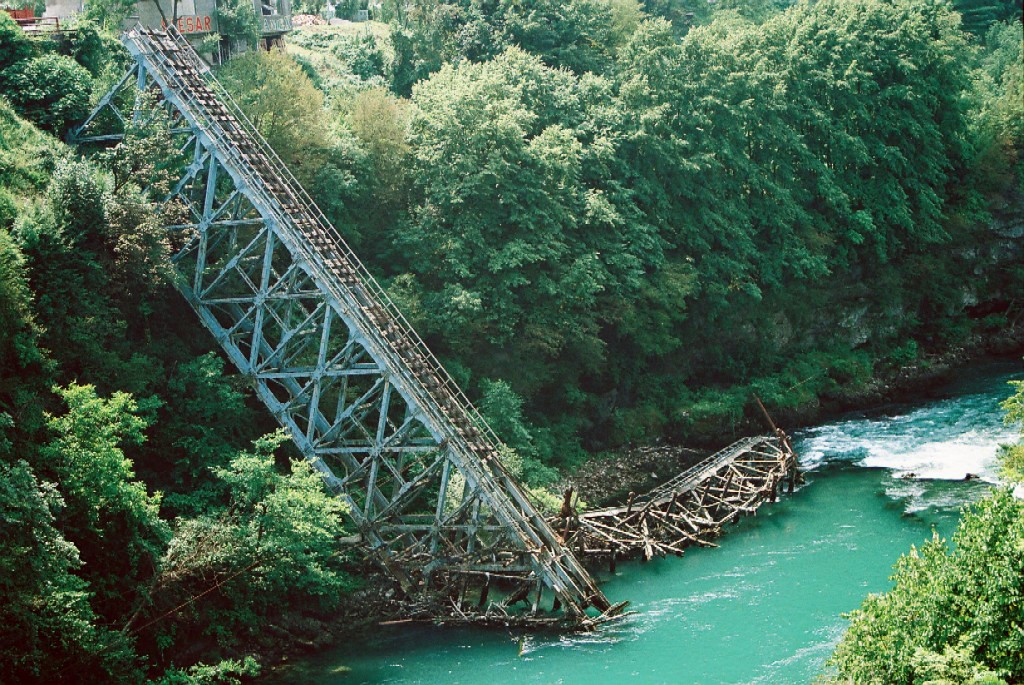
Cầu đường sắt trên sông Neretva, đã hai lần bị phá huỷ trong trận Neretva.

Khi vương quốc Nam Tư đã bị các lực lượng Phát xít chinh phục trong Thế Chiến II, toàn bộ Bosna bị nhượng lại cho Nhà nước Croatia Độc lập. Các lãnh đạo người Croat cùng với người Hồi giáo địa phương tiến hành một chiến dịch tiêu diệt người Serb, người Do Thái, Digan, đảng viên cộng sản và một số lượng lớn lực lượng du kích của Tito bằng cách lập ra một số trại giết người. Khoảng 80,000 đã bị giết hại tại trại Jasenovac gồm 7,000 trẻ em. Nhiều người Serb trong vùng cầm vũ khí và gia nhập Chetniks; một phong trào kháng chiến quốc gia và bảo hoàng tiến hành chiến tranh du kích chống lại cả Ustashe phát xít và du kích cộng sản. Dù ban đầu chiến đấu chống Phát xít, giới lãnh đạo Chetnik được nhà vua lưu vong ra lệnh chiến đấu chống du kích. Chetniks ban đầu nhận được sự hỗ trợ của Hoa Kỳ và Anh Quốc. Đa số thành viên Chetniks là người Serb và người Montenegro, dù đội quân cũng bao gồm một số người Slovene và người Hồi giáo.
Bắt đầu từ năm 1941, những người cộng sản Nam Tư dưới sự lãnh đạo của Josip Broz Tito người Croatia đã tổ chức nhóm kháng chiến đa sắc tộc đầu tiên, Du kích, họ chiến đấu chống lại cả Phe trục và các lực lượng Chetnik. Ngày 25 tháng 11 năm 1943 Hội đồng Chống Phát xít của Quốc gia Nam Tư Tự do với Tito là người lãnh đạo tổ chức một hội nghị tại Jajce theo đó Bosna và Hercegovina được tái lập như một nước cộng hoà bên trong liên bang Nam Tư trong các biên giới Habsburg của nó. Thắng lợi quân sự cuối cùng đã khiến Đồng Minh ủng hộ Du kích, nhưng Josip Broz Tito từ chối đề nghị giúp đỡ của họ và thay vào đó dựa vào chính các lực lượng của mình. Tất cả các cuộc tấn công quân sự lớn của phong trào chống phát xít của Nam Tư chống lại Phát xít và những người địa phương ủng hộ chúng được tiến hành tại Bosna-Hercegovina và người dân ở đây cũng là lực lượng chiến đấu chính. Cuối cùng sự chấm dứt chiến tranh cũng dẫn đến sự thành lập nhà nước Liên bang Cộng hoà Xã hội chủ nghĩa Nam Tư, với hiến pháp năm 1946 chính thức biến Bosna và Hercegovina trở thành một trong sáu nhà nước cộng hoà hợp thành của quốc gia mới.

### Nam Tư xã hội chủ nghĩa (1945–1992)
Vì vị trí địa lý ở trung tâm bên trong liên bang Nam Tư, Bosna thời hậu chiến được lựa chọn một cách chiến lược như một cơ sở cho sự phát triển ngành công nghiệp quốc phòng. Điều này góp phần vào sự tập trung lớn về vũ khí và trang bị tại Bosna; một yếu tố quan trọng trong cuộc chiến diễn ra sau sự tan rã của Nam Tư thập kỷ 1990. Tuy nhiên, sự tồn tại của Bosna bên trong Nam Tư, phần lớn, là hoà bình và thịnh vượng. 
Dù được coi là một nơi tù túng chính trị của liên bang trong hầu hết thập niên 50 và 60, thập kỷ 70 chứng kiến sự thăng tiến mạnh của tầng lớp tinh hoa chính trị Bosna mạnh một phần nhờ vị thế lãnh đạo của Tito trong Phong trào không liên kết và những người Bosna làm việc trong các cơ quan ngoại giao của Nam Tư. Tuy làm việc bên trong hệ thống cộng sản, các chính trị gia như Džemal Bijedić, Branko Mikulić và Hamdija Pozderac đã củng cố và bảo vệ chủ quyền của Bosna và Hercegovina Những nỗ lực của họ đã được minh chứng tầm quan trọng trong giai đoạn hỗn loạn sau cái chết của Tito năm 1980, và hiện được một số người coi là những bước đầu tiên hướng tới sự độc lập của Bosna. Tuy nhiên, nước cộng hoà đã thoát khỏi không khí chủ nghĩa quốc gia ngày càng gia tăng một cách ít bị ảnh hưởng nhất. Với sự sụp đổ của chủ nghĩa cộng sản và sự tan rã của Nam Tư, học thuyết cộng sản cũ về sự khoan dung bắt đầu mất dần hiệu lực, tạo ra một cơ hội cho những yếu tố quốc gia trong xã hội mở rộng ảnh hưởng của họ.

### Chiến tranh Bosna và Hercegovina (1992–95)
Cuộc bầu cử nghị viện năm 1990 đã dẫn tới một quốc hội bị thống trị bởi ba đảng dựa trên sắc tộc, đã thành lập liên minh lỏng lẻo với nhau để loại bỏ những người cộng sản khỏi quyền lực. Tuyên bố độc lập sau đó của Croatia và Slovenia và cuộc chiến tranh nối tiếp đặt Bosna và Hercegovina cùng ba sắc tộc hợp thành của nó trước tình thế khó khăn. Một sự chia rẽ mạnh ngay lập tức nảy sinh về vấn đề tiếp tục ở lại trong liên bang Nam Tư (mà đại đa số người Serb mong muốn) hay tìm kiếm độc lập (được đại đa số người Bosna và người Croat ủng hộ). Các thành viên nghị viện người Serb, chủ yếu trong Đảng Dân chủ Serbia, đã rời bỏ nghị viện trung ương tại Sarajevo, và thành lập Quốc hội Người Serb của Bosna và Hercegovina ngày 24 tháng 10 năm 1991, đánh dấu sự chấm dứt của liên minh ba sắc tộc cầm quyền sau cuộc bầu cử năm 1990. Quốc hội này thành lập Cộng hoà Serbia của Bosna và Hercegovina ngày 9 tháng 1 năm 1992, trở thành Republika Srpska tháng 8 năm 1992. Ngày 18 tháng 11 năm 1991, chi nhánh đảng tại Bosna và Hercegovina của đảng cầm quyền tại Cộng hoà Croatia, Liên minh Dân chủ Croatia (HDZ), tuyên bố sự tồn tại của Cộng đồng Croatia của Herzeg-Bosna, như một "tổng thể chính trị, văn hoá, kinh tế và lãnh thổ," trên lãnh thổ Bosna và Hercegovina, với Hội đồng Quốc phòng Croatia (HVO) là thành phần quân sự của nó. Chính phủ Bosna không công nhận nó. Toà án Hiến pháp của Bosna và Hercegovina tuyên bố Herzeg-Bosna là bất hợp pháp ngày 14 tháng 9 năm 1992 và một lần nữa ngày 20 tháng 1 năm 1994.
Một tuyên bố về chủ quyền của Bosna và Hercegovina vào tháng 10 năm 1991 được tiếp nối bởi một cuộc trưng cầu dân ý về độc lập khỏi Nam Tư vào tháng 2 và tháng 3 năm 1992 bị đại đa số người Serb tẩy chay. Kết quả của cuộc trưng cầu dân ý là 63.7% và 92.7% ủng hộ độc lập. Bosna và Hercegovina tuyên bố độc lập một thời gian ngắn sau đó. Sau một giai đoạn căng thẳng leo thang và những vụ xung đột quân sự lẻ tẻ, chiến tranh công khai bắt đầu tại Sarajevo ngày 6 tháng 4.

Toà nhà nghị viện bốc cháy tại trung tâm Sarajevo sau khi bị trúng đạn xe tăng trong cuộc phong toả năm 1992.

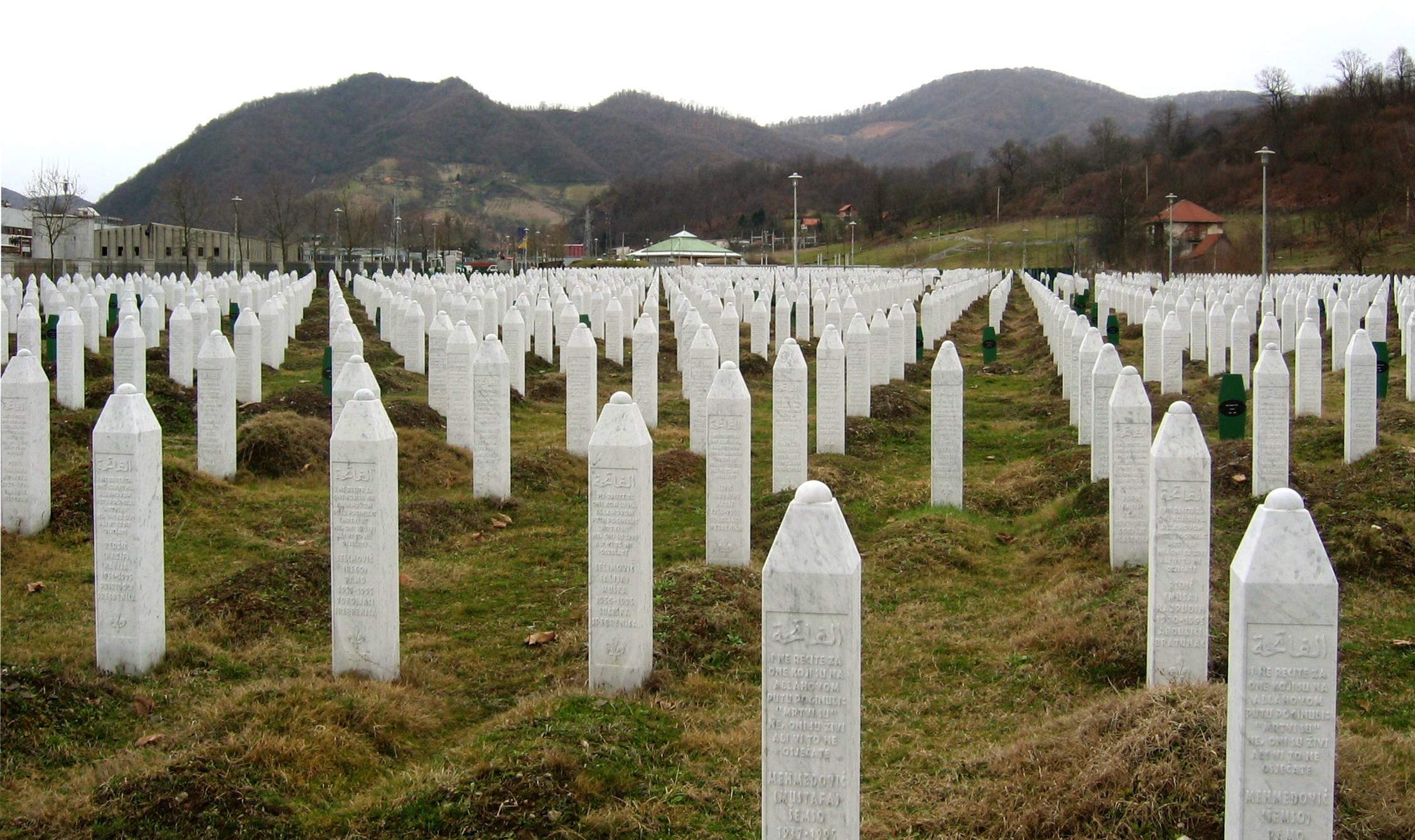
Những bia mộ tại Đài tưởng niệm diệt chủng Srebrenica.

Những cuộc đàm phán bí mật giữa Franjo Tuđman và Slobodan Milošević về sự phân chia Bosna và Hercegovina giữa Serbia và Croatia đã được tổ chức ngay từ tháng 3 năm 1991 được gọi là thoả thuận Karađorđevo. Sau tuyên bố độc lập của Cộng hoà Bosna và Hercegovina, người Serb đã tấn công nhiều vùng khác nhau của đất nước. Bộ máy hành chính nhà nước của Bosna và Hercegovina đã hoàn toàn ngừng hoạt động khi mất đi quyền kiểm soát toàn bộ lãnh thổ. Người Serb muốn toàn bộ đất đai nơi người Serb chiếm đa số, vùng phía đông và tây Bosna. Người Croat cùng lãnh đạo của họ Franjo Tuđman cũng có mục tiêu chiếm nhiều phần của Bosna và Hercegovina thành của Croatia. Các chính sách của Cộng hoà Croatia và lãnh đạo của họ Franjo Tuđman về Bosna và Hercegovina không bao giờ rõ ràng và luôn gồm mục tiêu tối thượng của Franjo Tuđman mở rộng các biên giới của Croatia. Người Hồi giáo Bosna, nhóm sắc tộc duy nhất trung thành với chính phủ Bosna, là một mục tiêu dễ dàng, bởi các lực lượng của chính phủ Bosna được trang bị kém và không hề được chuẩn bị cho cuộc chiến.
Sự công nhận quốc tế với Bosna và Hercegovina đã làm gia tăng sức ép ngoại giao với Quân đội Nhân dân Nam Tư (JNA) rút quân khỏi lãnh thổ của nước cộng hoà và họ đã chính thức thực hiện điều này. Tuy nhiên, trên thực tế, các thành viên người Serb Bosna của JNA đơn giản chỉ đổi phù hiệu, hình thành nên Quân đội Republika Srpska, và tiếp tục chiến đấu. Được trang bị và vũ trang từ các kho quân dụng của JNA tại Bosna, được ủng hộ bởi những người tình nguyện và nhiều lực lượng bán vũ trang từ Serbia, và nhận được sự hỗ trợ lớn về trợ giúp nhân đạo, hậu cầu và tài chính từ Cộng hoà Liên bang Nam Tư, những cuộc tấn công của Republika Srpska năm 1992 đã giúp đặt hầu hết đất nước dưới quyền kiểm soát của họ.
Ban đầu, các lực lượng Serb tấn công dân cư không phải người Serb ở Đông Bosna. Khi các thị trấn và làng mạc đã ở trong tay họ, các lực lượng Serb, quân đội, cảnh sát, bán vũ trang, và thỉnh thoảng, cả những người dân làng là người Serb - đều có hành động giống nhau: các ngôi nhà và căn hộ của người Bosna bị cướp bóc hay đốt phá một cách có hệ thống, thường dân Bosna bị bao vây hay bắt giữ, và thỉnh thoảng bị đánh hay bị giết trong quá trình này. 2.2 triệu người tị nạn đã phải dời bỏ nhà cửa sau khi chiến tranh chấm dứt (cả ba sắc tộc). Đàn ông và phụ nữ bị cách ly, nhiều người đàn ông bị giam giữ trong các trại. Phụ nữ bị giữ ở nhiều trung tâm giam giữ nơi họ phải sống trong các điều kiện mất vệ sinh, bị đối xử tàn nhẫn theo nhiều cách, gồm cả việc bị cưỡng hiếp nhiều lần. Các binh lính hay cảnh sát người Serb có thể tới các trung tâm giam giữ đó, lựa chọn một hay nhiều người phụ nữ, lôi họ ra và hiếp dâm.
Tháng 6 năm 1992 sự tập trung chú ý chuyển sang Novi Travnik và Gornji Vakuf nơi những nỗ lực giành thêm lãnh thổ của Hội đồng Quốc phòng Croat (HVO) gặp sự kháng cự. Ngày 18 tháng 6 năm 1992 Lực lượng phòng vệ Lãnh thổ Bosna tại Novi Travnik nhận được một tối hậu thư từ HVO gồm những yêu cầu xoá bỏ các định chế đang tồn tại của Bosna và Hercegovina, thành lập chính quyền của Cộng đồng Croatia của Herzeg-Bosna và tuyên bố trung thành với nó, hạ tầm của Lực lượng Phòng vệ Lãnh thổ phụ thuộc vào HVO và trục xuất những người tị nạn Hồi giáo, tất cả phải diễn ra trong 24 giờ. Cuộc tấn công được tung ra ngày 19 tháng 6. Trường tiểu học và bưu điện bị tấn công và phá hoại. Gornji Vakuf ban đầu bị tấn công bởi người Croat ngày 20 tháng 6 năm 1992, nhưng cuộc tấn công thất bại. Thoả thuận Graz đã gây ra sự chia rẽ lớn bên trong cộng đồng Croat và tăng cường sức mạnh cho nhóm ly khai, dẫn tới sự xung đột với người Bosna. Một trong những lãnh đạo Croat đầu tiên ủng hộ liên minh, Blaž Kraljević (lãnh đạo của nhóm vũ trang HOS) bị giết hại bởi các binh sĩ HVO trong tháng 8 năm 1992, làm suy yếu mạnh nhóm ôn hoà đang hy vọng giữ liên minh Bosna Croat tiếp tục. Tình hình trở nên nghiêm trọng hơn vào tháng 10 năm 1992 khi các lực lượng Croat tấn công dân cư Bosna tại Prozor. Theo bản cáo trạng Jadranko Prlić, các lực lượng HVO đã quét sạch hầu hết người Hồi giáo khỏi thị trấn Prozor và nhiều làng mạc xung quanh. Cùng lúc ấy, người Croat từ các thị trấn Konjic và Bugojno bị buộc phải rời bọ nhà cửa, trong khi nhiều ngoời bị giết hại hay bị giữ trong các trại tập trung. Liên minh giữa người Croat và người Hồi giáo tan vỡ và hầu hết người Croat bị buộc phải rời bỏ các thành phố có đa số người Hồi giáo (Sarajevo, Zenica).
Tới năm 1993, khi một cuộc xung đột vũ trang diễn ra giữa chính phủ chủ yếu của người Bosna tại Sarajevo và Cộng hoà Croatia của Herzeg-Bosna, khoảng 70% đất nước nằm dưới quyền kiểm soát của Republika Srpska. Thanh lọc sắc tộc và vi phạm nhân quyền chống lại người không phải người Serb phát triển trong những khu vực này. Các đội DNA đã được sử dụng để thu thập bằng chứng về những hành động tàn bạo của các lực lượng Serbia trong những chiến dịch đó. Một ví dụ đáng chú ý nhất là cuộc thảm sát Srebrenica, bị Toà án Hình sự Quốc tế cho Nam Tư cũ coi là diệt chủng. Ước tính 200,000 Bosna đã bị giết hại bởi chính quyền Serbia.
Tháng 3 năm 1994, việc ký kết Hiệp định Washington giữa các lãnh đạo của chính phủ cộng hoà và Herzeg-Bosna đã dẫn tới việc thành lập một Liên bang Bosna và Hercegovina chung giữa người Croat và người Bosna, gồm cả lãnh thổ của Cộng hoà Croatia của Herzeg-Bosna và lãnh thổ do Quân đội Cộng hoà Bosna và Hercegovina nắm giữ. Liên bang nhanh chóng chinh phục Tỉnh tự trị Tây Bosna nhỏ bé.
Một chiến dịch ném bom của NATO bắt đầu vào tháng 8 năm 1995, chống lại Quân đội Republika Srpska, sau cuộc thảm sát Srebrenica.
Tháng 12 năm 1995, việc ký kết Thoả thuận Dayton tại Dayton, Ohio bởi các tổng thống của Bosna và Hercegovina (Alija Izetbegović), Croatia (Franjo Tuđman), và Serbia (Slobodan Milošević) đã dẫn tới sự ngừng chiến, tạm thời thành lập cơ sở căn bản cho nhà nước hiện tại. Số lượng nạn nhân được xác định hiện là 97,207, và những ước tính của những cuộc nghiên cứu gần đây cho rằng tổng số chưa tới 110,000 người bị giết hại (thường dân và quân đội), và 1.8 triệu người phải rời bỏ nhà cửa. Vấn đề này đang được Uỷ ban Quốc tế về Người Mất tích xem xét.
Theo nhiều phán quyết của ICTY cuộc xung đột liên quan tới Bosna và Cộng hoà Liên bang Nam Tư (sau này là Serbia và Montenegro) as well as Croatia.
Chính phủ Bosna đã buộc tội Serbia đồng loã trong vụ diệt chủng tại Bosna trong cuộc chiến tại Toà án Công lý Quốc tế (ICJ). Toà án Công lý Quốc tế (ICJ) xét xử ngày 26 tháng 2 năm 2007 xác nhận tình trạng cuộc chiến ở tầm mức quốc tế, dù loại bỏ trách nhiệm trực tiếp của Serbia cho hành động diệt chủng của các lực lượng Serb thuộc Republika Srpska. Tuy nhiên ICJ kết luận rằng Serbia đã không ngăn chăn được việc diệt chủng do các lực lượng Serb tiến hành và không trừng phạt được những kẻ đã tiến hành cuộc diệt chủng, đặc biệt là tướng Ratko Mladić, và đưa chúng ra trước công lý.
Các thẩm phán phán quyết rằng tiêu chí về diệt chủng với ý nghĩa đặc biệt (dolus specialis) để tiêu diệt người Hồi giáo Bosna là đầy đủ chỉ tại Srebrenica hay Đông Bosna năm 1995.
Toà kết luận rằng các tội ác diễn ra trong cuộc chiến năm 1992–1995, có thể là các tội ác chống nhân loại theo luật quốc tế, nhưng các hành động đó không, tự thân, tạo nên cuộc diệt chủng. Toà còn quyết định thêm rằng, sau khi Montenegro tuyên bố độc lập tháng 5 năm 2006, Serbia là bên bị duy nhất của vụ án, nhưng "bất kỳ trách nhiệm cho các sự kiện quá khứ trước đó sẽ liên quan tới Nhà nước Serbia và Montenegro".

## Địa lý

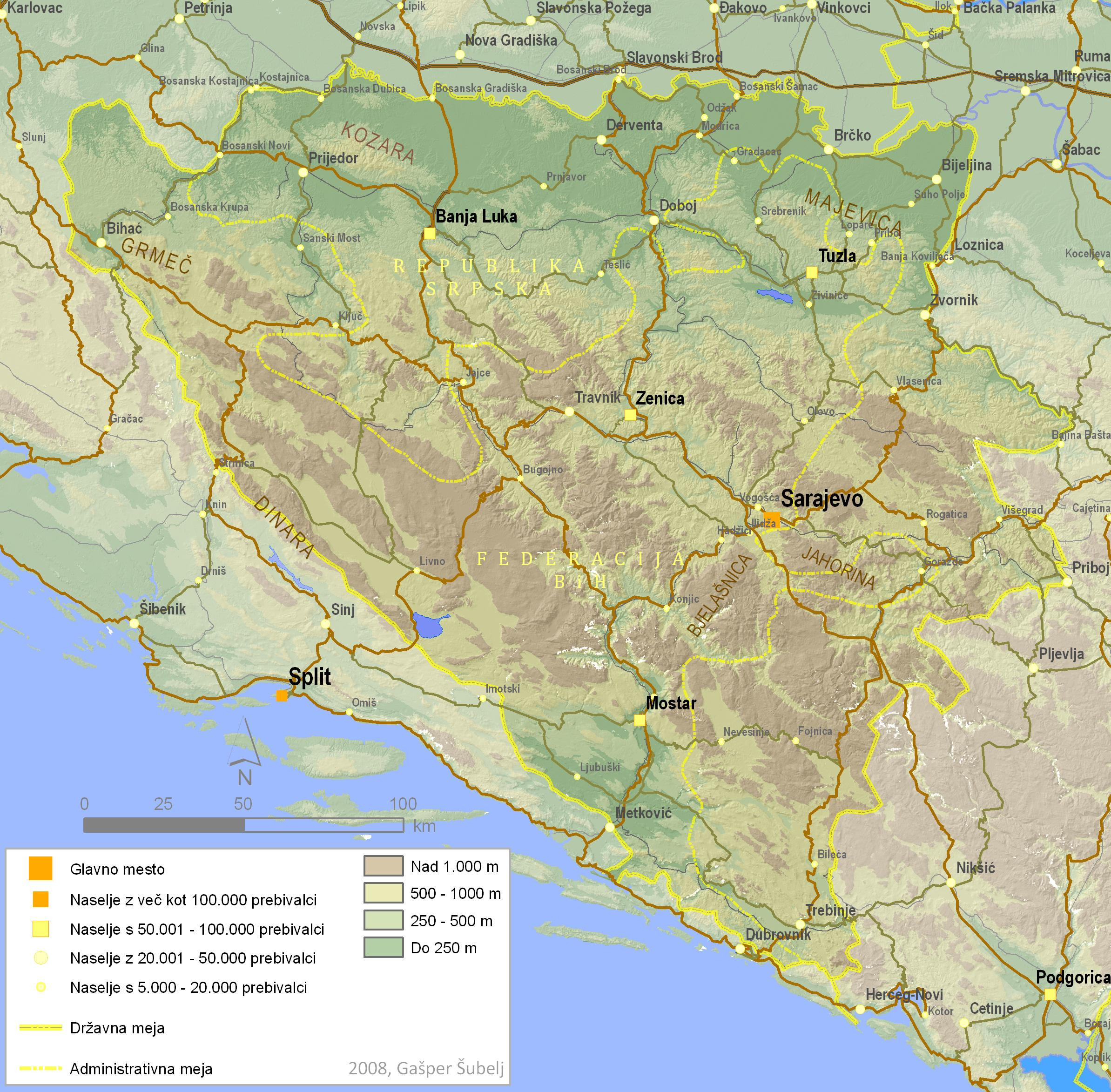
Bản đồ Bosna và Hercegovina

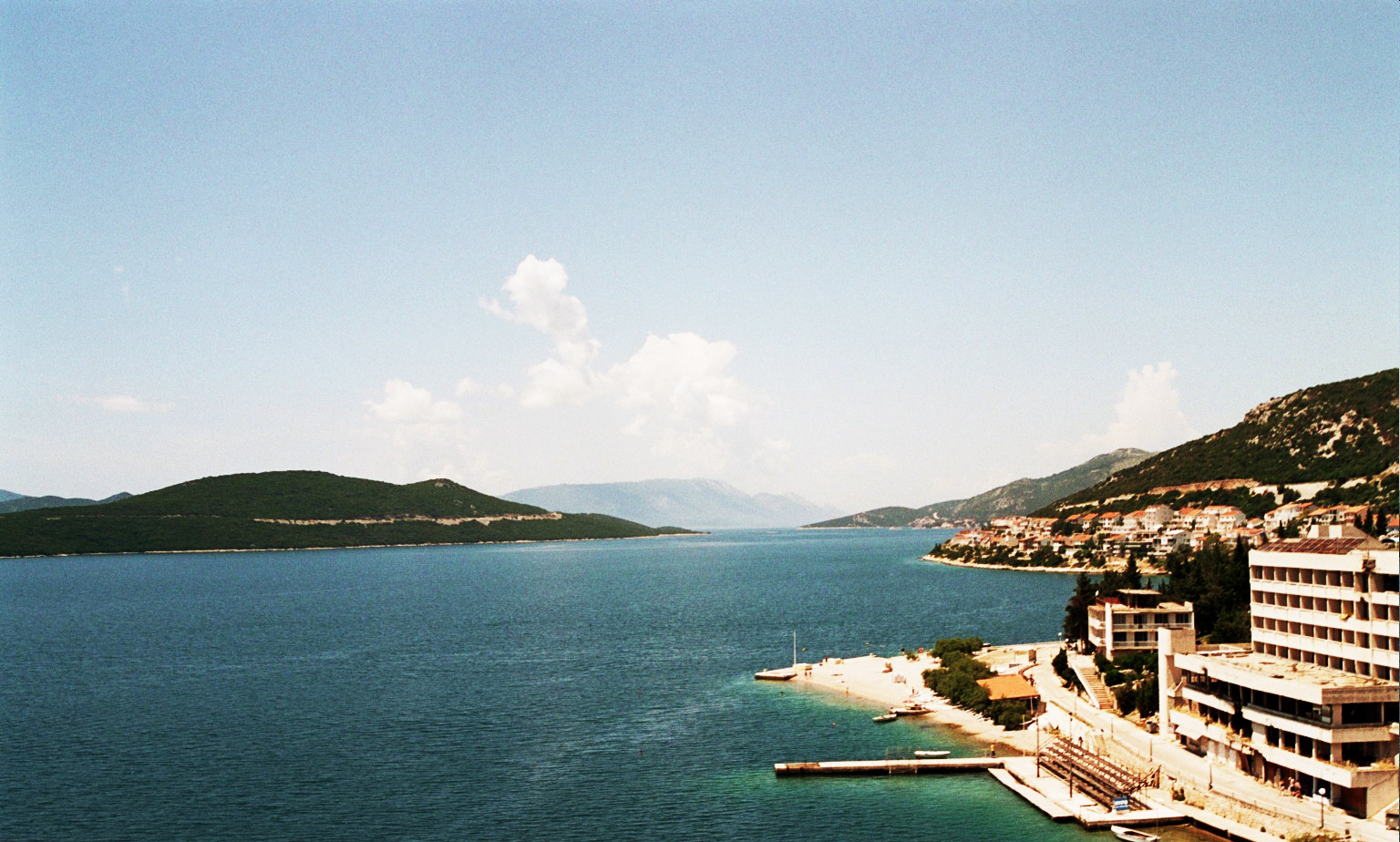
Neum

Bosna nằm ở phía tây Balkan, giáp biên giới với Croatia (932 km) ở phía bắc và tây nam, Serbia (302 km) ở phía đông, và Montenegro (225 km) ở phía đông nam. Đất nước này hầu hết là đồi núi, gồm trung Dinaric Alps. Các vùng đông bắc giáp với châu thổ Pannonian, trong khi phía nam giáp với Adriatic. Nước này chỉ có 20 kilômét (12 mi) đường bờ biển, quanh thị trấn Neum tại Tổng Hercegovina-Neretva. Dù thành phố bị bao quanh bởi các bán đảo Croatia, theo luật của Liên hiệp quốc, Bosna có quyền đi ra đại dương. Neum có nhiều khách sạn và là một địa điểm du lịch quan trọng.
Cái tên nước này bắt nguồn từ hai vùng Bosna và Hercegovina, và có biên giới rất mơ hỗ giữa chúng. Bosna chiếm các vùng phía bắc với diện tích khoảng bốn phần năm toàn bộ lãnh thổ, trong khi Hercegovina chiếm phần còn lại ở phía nam đất nước.
Các thành phố lớn là thủ đô Sarajevo, Banja Luka ở vùng tây bắc được gọi là Bosanska Krajina, Bijeljina và Tuzla ở phía đông bắc, Zenica và Doboj ở vùng trung tâm Bosna và Mostar, thủ phủ của Hercegovina.
Phần phía nam Bosna có khí hậu Địa Trung Hải rất thuận lợi cho nông nghiệp. Trung Bosna là vùng nhiều đồi núi nhất của Bosna với những dãy núi Vlašić, Čvrsnica, và Prenj. Đông Bosna cũng có nhiều núi non với Trebević, Jahorina, Igman, Bjelašnica và Treskavica. Olympics mùa đông năm 1984 được tổ chức tại đây.
Đông Bosna có nhiều rừng dọc theo sông Drina, và tới 50% tổng diện tích Bosna và Hercegovina là rừng. Hầu hết các khu rừng nằm ở các phần Trung, Đông và Tây của Bosna. Bắc Bosna có vùng đất nông nghiệp màu mỡ dọc sông Sava và vùng này được canh tác rộng. Đất canh tác là một phần của Đồng bằng Parapannonian kéo dài vào trong nước láng giềng Croatia và Serbia. Sông Sava và Posavina châu thổ sông là nơi có các thành phố Brčko, Bosanski Šamac, Bosanski Brod và Bosanska Gradiška.
Phần tây bắc của Bosna được gọi là Bosanska Krajina và có các thành phố Banja Luka, Prijedor, Sanski Most, Cazin, Velika Kladuša và Bihać. Vườn quốc gia Kozara nằm ở trong vùng rừng này.
Có bảy con sông lớn tại Bosna và Hercegovina
- Sava là sông lớn nhất nước, nhưng nó chỉ hình thành biên giới tự nhiên phía bắc với Croatia. Nó thoát nước từ 76%[42] lãnh thổ quốc gia vào sông Danube và Biển Đen.
- Una, Sana và Vrbas là các hữu phụ lưu của sông Sava. Chúng nằm ở vùng tây bắc của Bosanska Krajina.
- Sông Bosna là nguồn gốc tên gọi quốc gia, và là con sông dài nhất hoàn toàn ở bên trong nước này. Nó kéo dài suốt trung Bosna, từ nguồn gần Sarajevo tới Sava ở phía bắc.
- Drina chảy xuyên phần phía đông của Bosna, và hầu hết các phần của nó là biên giới tự nhiên với Serbia.
- Neretva là con sông lớn của Hercegovina và là con sông lớn duy nhất chảy về phía nam, đổ vào Biển Adriatic.

Về địa lý thực vật, Bosna và Hercegovina thuộc Giới Boreal và thuộc sở hữu chung giữa tỉnh Illyrian của Vùng Circumboreal và tỉnh Adriatic của Vùng Địa Trung Hải. Theo WWF, lãnh thổ Bosna và Hercegovina có thể chia nhỏ tiếp thành ba vùng sinh thái: các khu rừng hỗn hợp Pannonian, các khu rừng hỗn hợp Núi Dinaric và các khu rừng sớm rụng Illyrian.

## Chính phủ và chính trị

### Chính phủ

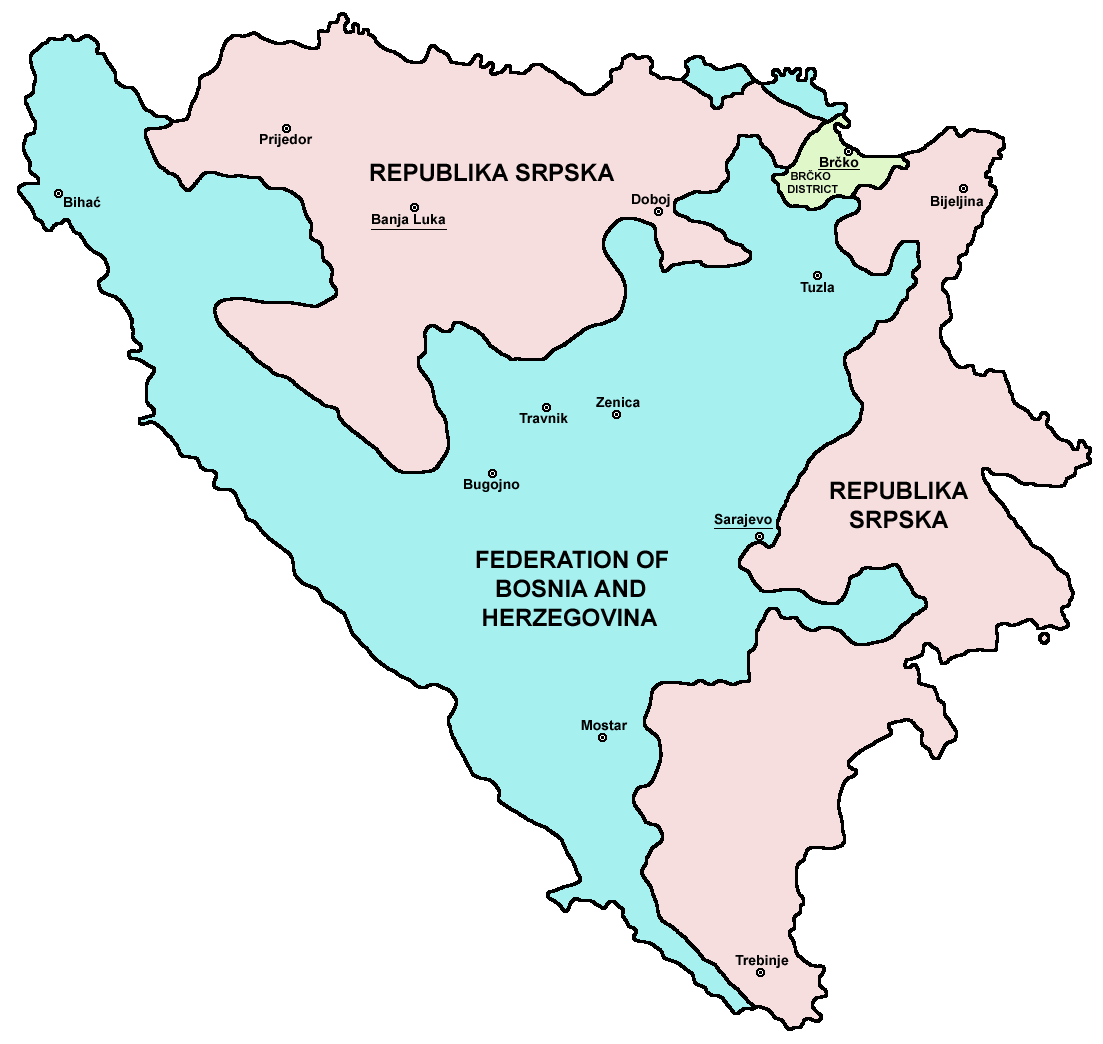
Bosna và Hercegovina gồm Liên bang Bosna và Hercegovina (FBiH), Cộng hòa Srpska (RS) và Quận Brčko (BD)

Theo Hòa ước Dayton, Đại diện cấp cao tại Bosna và Hercegovina giám sát việc thực thi hiệp định hòa bình. Đại diện cấp cao là chức danh cao nhất tại Bosna và Hercegovina, được Hội đồng thực thi hòa bình lựa chọn và có nhều quyền hạn, bao gồm quyền bãi nhiệm cán bộ, công chức. Chức danh Đại diện cấp cao thường được so sánh với phó vương vì nắm quyền chi phối, phủ quyết trong chính trị Bosna và Hercegovina.
Bosna và Hercegovina là một nước cộng hòa đại nghị. Hội đồng Tổng thống là nguyên thủ quốc gia tập thể, gồm ba thành viên là người Bosnia, người Serb và người Croatia. Các thành viên Hội đồng Tổng thống được bầu trực tiếp với nhiệm kỳ bốn năm (Liên bang Bosna và Hercegovina bầu thành viên người Bosnia và người Croatia, Cộng hòa Srpska bầu thành viên người Serb). Mỗi thành viên luân phiên giữ chức chủ tịch Hội đồng Bộ trưởng trong tám tháng.
Hội đồng Bộ trưởng là cơ quan hành chính cao nhất và thực hiện quyền hành pháp. Chủ tịch Hội đồng Bộ trưởng do Hội đồng Tổng thống đề cử và được Nghị viện phê chuẩn.
Nghị viện là cơ quan lập pháp lưỡng viện, gồm Viện Dân tộc và Viện Đại biểu. Viện Dân tộc gồm 15 thành viên, trong đó 10 thành viên do Liên bang Bosna và Hercegovina bầu ra (5 người Croatia và 5 người Bosna) và 5 thành viên do Cộng hòa Srpska bầu ra (5 người Serb). Viện Đại biểu gồm 42 thành viên được bầu theo hệ thống đại diện tỷ lệ, trong đó hai phần ba được bầu ra từ Liên bang Bosna và Hercegovina và một phần ba được bầu ra từ Cộng hòa Srpska.
Toà án Hiến pháp là cơ quan xét xử cao nhất, gồm chín thành viên: bốn thành viên do Viện Đại biểu Liên bang Bosna và Hercegovina bầu ra, hai thành viên do Nghị viện Cộng hòa Srpska bầu ra, ba thành viên là người nước ngoài do chủ tịch Toà án Nhân quyền châu Âu bổ nhiệm sau khi tham khảo ý kiến của Hội đồng Tổng thống.

### Phân cấp hành chính
Cấp độ phân chia chính trị thứ ba của Bosna và Hercegovina là các tổng. Chúng chỉ riêng có tại thực thể Liên bang Bosna và Hercegovina, với tổng số mười tổng. Tất cả các tổng đều có chính phủ riêng của mình, và nằm dưới pháp luật liên bang như một tổng thể. Một số tổng có dân chúng đa sắc tộc và có những điều luật đặc biệt được áp dụng để đảm bảo sự bình đẳng của mọi sắc tộc.
Cấp độ phân chia chính trị thứ tư của Bosna và Hercegovina là các đô thị. Liên bang Bosna và Hercegovina được chia thành 74 khu đô thị và cộng hòa Srpska thành 63. Các khu đô thị có chính quyền địa phương riêng của mình, và nói chung dựa trên thành phố hay địa điểm quan trọng nhất của lãnh địa của mình. Như vậy, nhiều khu đô thị có truyền thống và lịch sử lâu dài với các biên giới hiện tại của họ. Tuy nhiên, một số khác chỉ mới được thành lập sau cuộc chiến tranh gần đây sau khi những khu đô thị cũ bị chia cắt bởi Đường Biên giới Liên Thực thể. Mỗi tổng tại Liên bang Bosna và Hercegovina gồm nhiều khu đô thị, và chúng lại được chia thành các cộng đồng địa phương.
Bên cạnh các thực thể, tổng, khu đô thị, Bosna và Hercegovina cũng có bốn thành phố "chính thức". Chúng là: Banja Luka, Mostar, Sarajevo, và Đông Sarajevo. Lãnh địa và chính quyền của các thành phố Banja Luka và Mostar tương ứng với các khu đô thị cùng tên, trong khi các thành phố Sarajevo và Đông Sarajevo chính thức gồm nhiều khu đô thị. Các thành phố có chính quyền của riêng mình và có quyền lực nằm trong mức giữa quyền lực của các khu đô thị và các tổng (hay thực thể, trong trường hợp cộng hòa Srpska).
Như một kết quả của Hiệp định Dayton, sự hoà bình dân sự được giám sát bởi Cao uỷ về Bosna và Hercegovina được lựa chọn bởi Hội đồng Thực thi Hoà bình. Cao uỷ có nhiều quyền lực chính phủ và lập pháp, gồm bãi chức các quan chức lên giữ chức qua bầu cử và không qua bầu cử. Gần đây hơn, nhiều thể chế trung tâm đã được thành lập (như bộ quốc phòng, bộ an ninh, toà án nhà nước, sở thuế gián thu,..) trong quá trình chuyển tiếp một phần quyền tài phán từ các thực thể cho nhà nước.
Đại diện chính phủ Bosna và Hercegovina đại diện bởi giới tinh hoa của ba nhóm chính trong nước, mỗi nhóm đều được đảm bảo một phần quyền lực.
Tuy nhiên, quyền lực chính trị cao nhất nước là Đại diện cấp Cao tại Bosna và Hercegovina, lãnh đạo quan chức hành pháp cho sự hiện diện nhân quyền quốc tế tại quốc gia. Từ năm 1995, Đại diện cao Cấp đã có thể bỏ qua nghị viện được bầu, và từ năm 1997 đã có thể loại bỏ các quan chức được bầu. Các biện pháp được Đại diện cao Cấp lựa chọn đã bị chỉ trích là phi dân chủ. Sự giám sát quốc tế sẽ chấm dứt khi đất nước này ổn định về chính trị và dân chủ và có khả năng tự duy trì.

### Ngoại giao
Tham gia Liên minh châu Âu là một trong những mục tiêu chính trị chính của Bosna và Hercegovina, họ đã khởi động quá trình ổn định và liên kết vào năm 2007. Những nước tham gia vào quá trình này đã có cơ hội được trở thành thành viên của EU và một khi họ đáp ứng đủ các điều kiện để trở thành thành viên của Liên minh châu Âu. Vì thế, Bosna và Hercegovina là một ứng cử viên có tiềm năng trở thành thành viên EU. Việc thực hiện Hiệp định Dayton năm 1995 đã tập trung vào các nỗ lực của những người tạo lập chính sách tại Bosna và Hercegovina, cũng như cộng đồng quốc tế, về ổn định vùng tại các quốc gia kế tục của Nam Tư cũ. Mối quan hệ của quốc gia này đối với các nước láng giềng như Croatia, Serbia và Montenegro đã đi vào ổn định từ khi Thoả thuận Dayton được ký kết vào năm 1995.

## Kinh tế
Bosna đối mặt với vấn đề kép xây dựng lại đất nước đã bị tàn phá bởi chiến tranh và thực hiện những cải cách thị trường cho nền kinh tế tập trung hế hoạch hoá trước đây của họ. Một di sản của thời trước là ngành công nghiệp quân sự với quá nhiều nhân công; dưới thời lãnh đạo cũ Josip Broz Tito, các ngành công nghiệp quân sự được khuyến khích bên trong nhà nước cộng hoà, dẫn tới sự phát triển một phần lớn các nhà máy quốc phòng Nam Tư tại đây nhưng lại ít những nhà máy thương mại.
Trong hầu hết lịch sử Bosna, nông nghiệp dựa trên các trang trại nhỏ và kém hiệu quả của tư nhân; thực phẩm thường được nhập khẩu.
Cuộc chiến hồi những năm 1990 đã gây ra một sự thay đổi lớn trong nền kinh tế Bosna. GDP giảm 75% và việc phá huỷ cơ sở hạ tầng cũng tàn phá nền kinh tế. Tuy hầu hết năng lực sản xuất đã được khôi phục, kinh tế Bosna vẫn đối mặt với những khó khăn to lớn. Những con số GDP và thu nhập trên đầu người đã tăng 10% từ năm 2003 tới năm 2004; điều này và khoản nợ quốc gia đang giảm xuống của Bosna là những khuynh hướng tích cực, nhưng tỷ lệ thất nghiệp cao và thâm hụt thương mại lớn vẫn là một vấn đề đáng lo ngại.
Đồng tiền tệ quốc gia là Mark chuyển đổi (KM) gắn với đồng Euro, được kiểm soát bởi một uỷ ban tiền tệ. Lạm phát hàng năm đang ở mức thấp nhất so với các quốc gia trong vùng với 1.9% năm 2004. Nợ nước ngoài là $3.1 tỷ (ước tính 2005) - số nợ nhỏ nhất của một nước cộng hoà thuộc Nam Tư cũ. GDP thực tăng trưởng với tỷ lệ 5% cho năm 2004 theo Ngân hàng trung ương Bosna của BiH và Văn phòng Thống kê của Bosna và Hercegovina.
Bosna và Hercegovina có một trong những mức xếp hạng bình đẳng thu nhập cao nhất thế giới, hạng 8 trong số 193 quốc gia.
Tính đến năm 2016, GDP của Bosna và Hercegovina đạt 16.532 USD, đứng thứ 115 thế giới và đứng thứ 37 châu Âu.
Theo dữ liệu của Eurostat, GDP theo sức mua tương đương trên đầu người của Bosna và Hercegovina đứng ở mức 30% trung bình của EU vào năm 2008.
Số liệu chung của đầu tư trực tiếp nước ngoài (FDI) (1999-2008):
- 1999: €166 triệu
- 2000: €159 triệu
- 2001: €133 triệu
- 2002: €282 triệu
- 2003: €338 triệu
- 2004: €534 triệu
- 2005: €421 triệu
- 2006: €556 triệu
- 2007: €1.628 tỷ
- 2008: €1.083 tỷ

Từ năm 1994 đến năm 2008, €5.3 tỷ đã được đầu tư vào nước này.
Các quốc gia đầu tư lớn nhất (1994 - 2007):
- Áo (€1,294 triệu)
- Serbia (€773 triệu)
- Croatia (€434 triệu)
- Slovenia (€427 triệu)
- Thuỵ Sĩ (€337 triệu)
- Đức (€270 triệu)
- Ý (€94.29 triệu)
- Hà Lan (€63.52 triệu)
- Các tiểu vương quốc Ả Rập thống nhất (€56.70 triệu)
- Thổ Nhĩ Kỳ (€54.81 triệu)
- Tất cả các quốc gia khác (€892.54 triệu)

Đầu tư nước ngoài theo lĩnh vực năm (1994-2007):
- 37.7% Chế tạo
- 21% Ngân hàng
- 4.9% Dịch vụ
- 9.6% Thương mại
- 0.30% Vận tải
- 1% Du lịch

### Viễn thông
Thị trường viễn thông Bosna đã được tự do hoá hoàn toàn vào năm 2006. Có ba nhà cung cấp dịch vụ điện thoại trên đất liền, dù mỗi công ty chủ yếu hoạt động ở một vùng riêng biệt. Tỷ lệ truy cập Internet đang tăng, với các dịch vụ Internet băng rộng gồm Internet cable và ADSL ngày càng phổ thông. Các dịch vụ điện thoại di động được cung cấp bởi ba nhà cung cấp. Các dịch vụ dữ liệu di động cũng có mặt, gồm EDGE và 3G tốc độ cao.

### Du lịch

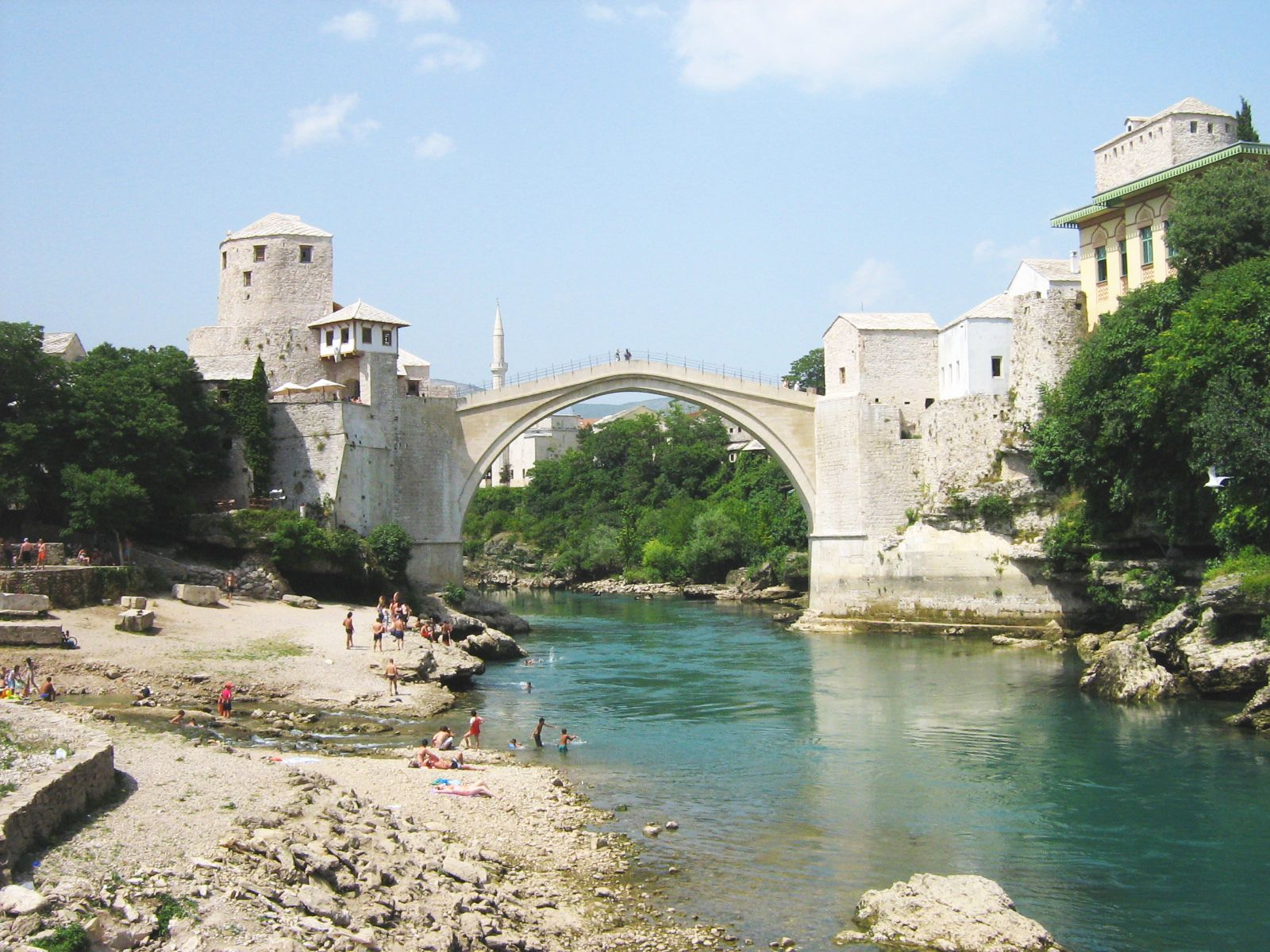
Stari Most tại Mostar.

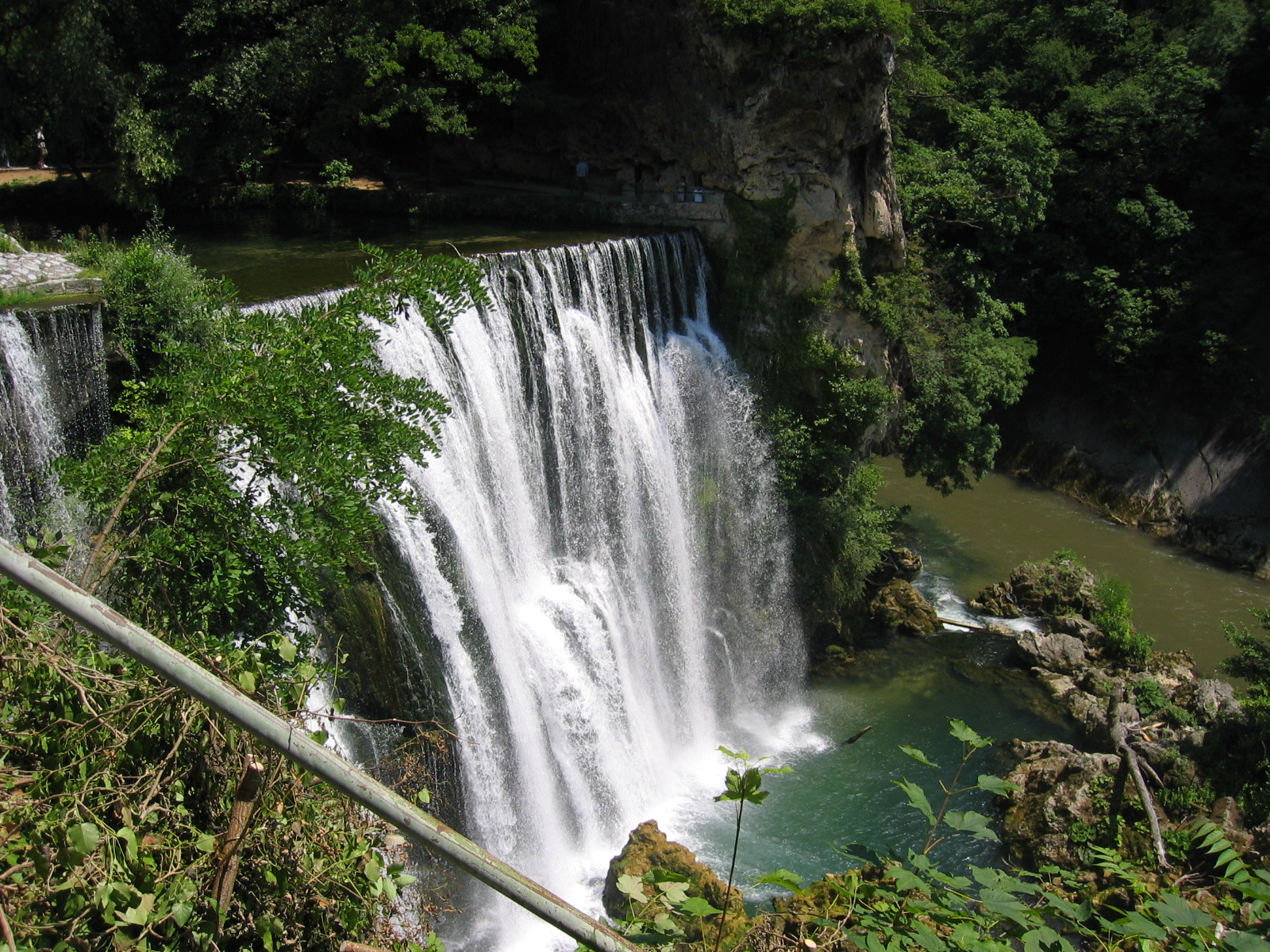
Thác nước tại Jajce

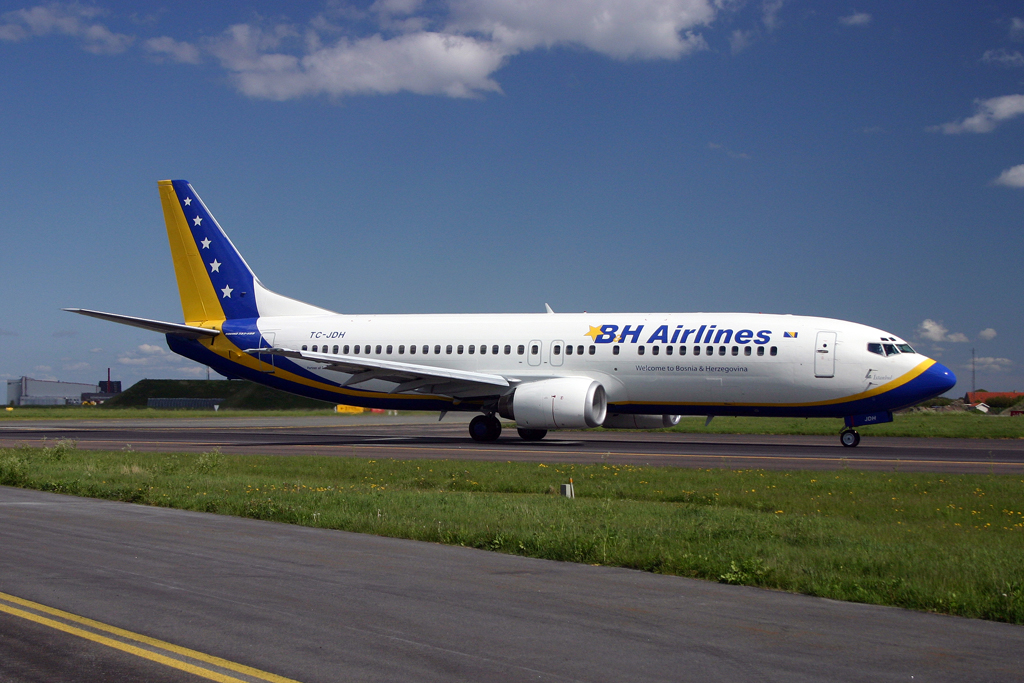
B&H Airlines Boeing 737-400

Theo một ước tính của Tổ chức Du lịch Quốc tế, Bosna và Hercegovina sẽ có tỷ lệ tăng trưởng du lịch cao nhất thế giới trong giai đoạn giữa năm 1995 và năm 2020.
Lonely Planet, khi xếp hạng các thành phố tốt nhất thế giới, đã xếp hạng Sarajevo, thủ phủ và là nơi tổ chức Thế vận hội Mùa đông năm 1984, thứ 43, trước Dubrovnik thứ 59, Ljubljana thứ 84, Bled thứ 90, Belgrade thứ 113, và Zagreb thứ 135. Du lịch tại Sarajevo chủ yếu chú trọng trên các mặt lịch sử, tôn giáo và văn hoá. Bosna cũng trở thành một địa điểm trượt tuyết và du lịch sinh thái ngày càng được ưa chuộng.
Bosna và Hercegovina là một trong những vùng cuối cùng chưa được khám phá tại southern Alps, với nhiều địa điểm tự nhiên và hoang dã chưa bị khai thác thu hút những người yêu thiên nhiên. Trung Dinaric Alps là nơi được những người ưa du lịch khám phá yêu thích, gồm cả khí hậu Địa Trung Hải và Alpine. Môn chèo bè vượt thác là thứ giống với một môn thể thao quốc gia, với ba con sông gồm hẻm sông sâu nhất ở châu Âu, sông Tara.

#### Hấp dẫn du lịch
Một số điểm thu hút du lịch tại Bosna và Hercegovina:
- Sarajevo, "Thành phố Olympic", một Thành phố khoa học, vũ trụ.
- Banja Luka, "Thành phố Xanh", thành phố nghệ thuật, thành phố thể thao, thành phố ba quốc gia và văn hoá, thành phố thủ phủ của Srpska.
- Bihać và sông Una với các thác nước của Sông Una, bên trong Vườn Quốc gia Una.
- Doboj và các pháo đài thời thế kỷ 13.
- Jajce.
- Sông Neretva và các khe sông Rakitnica tại Thượng Neretva.
- Sông Trebižat và các thác nước Kravice và Kočuša.
- Buna và con suối Vrelo Bune với thị trấn lịch sử Blagaj.
- Khe sông Hạ Tara.
- Rừng nguyên sinh Perućica, một trong hai khu rừng nguyên sinh cuối cùng ở châu Âu, và khe sông Sutjeska, cả hai nằm trong Vườn Quốc gia Sutjeska.
- Ngôi làng lịch sử Počitelj.
- Mostar, địa điểm của Stari Most.
- Lăng mộ Međugorje, địa điểm nơi Marian xuất hiện nổi tiếng;
- Núi Bjelašnica và Jahorina, các địa điểm diễn ra Thế vận hội Mùa đông năm 1984.
- Thị trấn Neum, nơi duy nhất của cả nước giáp với đại dương.
- Stolac, ngoại ô Begovina và khu mộ Radimlja
- Višegrad, địa điểm của cầu Mehmed Paša Sokolović.
- Visoko, địa điểm của các kim tự tháp Bosna.
- Tešanj, một trong những thành phố cổ nhất tại Bosna với thị trấn cổ của nó.
- Tuzla, thành phố Muối, thành phố của Tình yêu.

## Nhân khẩu
Theo kết quả điều tra dân số năm 2013, dân số của Bosna và Hercegovina là 3.531.159 người, giảm 20% so với năm 1991. Số liệu điều tra dân số năm 2013 không được Cộng hòa Srpska và một số chính trị gia người Serbia chấp nhận vì bao gồm cư dân không thường trú tại Bosna và Hercegovina.

### Dân tộc
Ethnic composition in Bosnia and Herzegovina as of 2013:
Bosna là nơi cư trú của ba "dân tộc hợp thành": người Bosna, người Serb và người Croat. Căng thẳng giữa ba nhóm sắc tộc này vẫn còn lớn và thường gây ra những sự bất đồng chính trị. Một cuộc nghiên cứu các nhóm đơn bội nhiếm sắc thể Y được xuất bản vào năm 2005 cho thấy ba nhóm chính của Bosna-Hercegovina, dù có một số khác biệt về số lượng, có cùng một phần lớn của cùng kiểu nhóm gene riêng biệt của vùng Balkan".

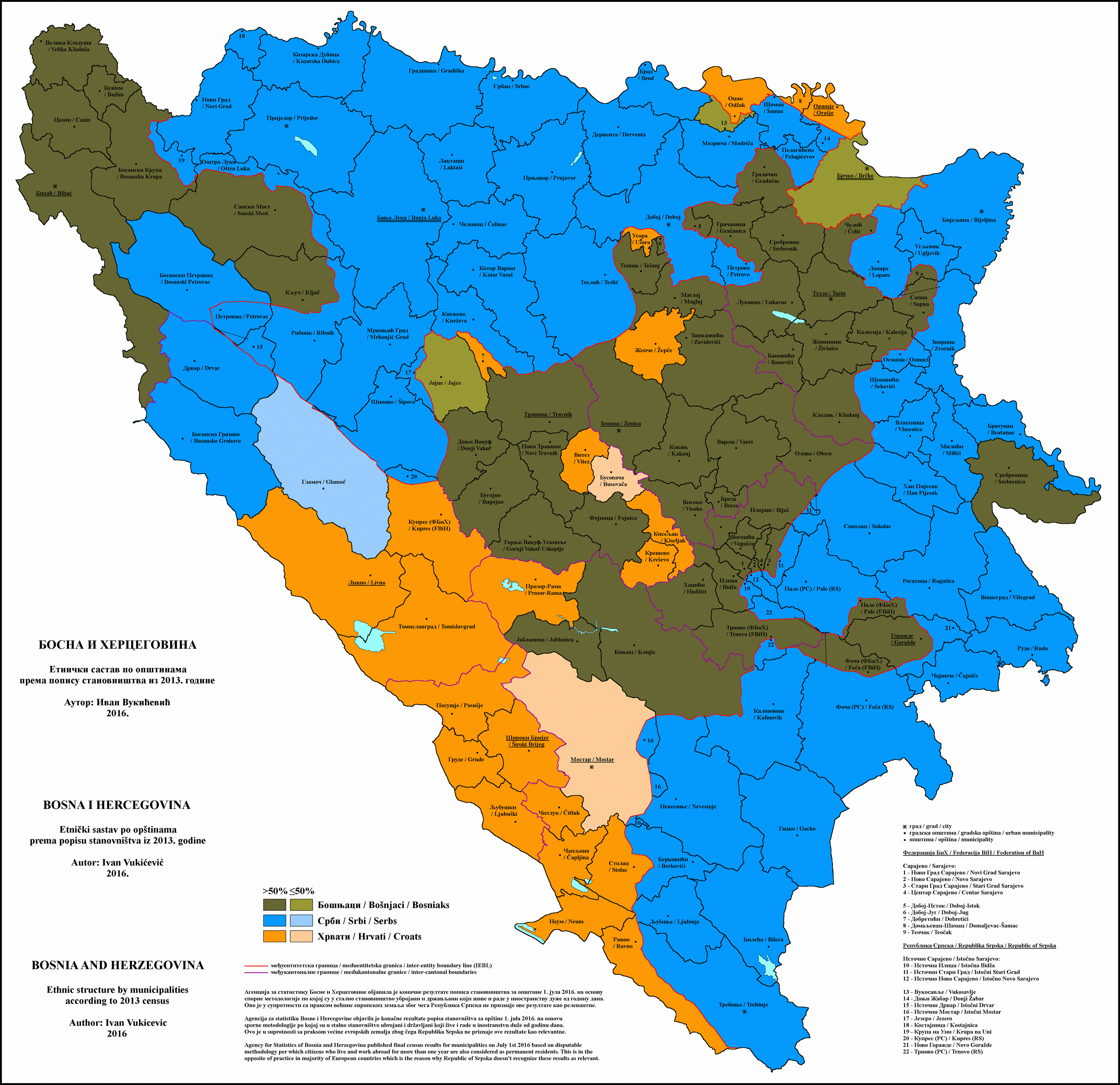
Thành phần dân tộc của Bosna và Hercegovina theo địa phương vào năm 2013, bao gồm người Bosniak (xanh), người Croatia (cam) và người Serbia (xanh)

Theo dữ liệu năm 2000 từ CIA World Factbook, các nhóm sắc tộc lớn nhất Bosna là người Bosna (48%), người Serb (37%) và người Croat (14%).

### Tôn giáo
| Tôn giáo tại Bosna và Hercegovina (2013) | Tôn giáo tại Bosna và Hercegovina (2013) | Tôn giáo tại Bosna và Hercegovina (2013) | Tôn giáo tại Bosna và Hercegovina (2013) | Tôn giáo tại Bosna và Hercegovina (2013) |
| ---------------------------------------- | ---------------------------------------- | ---------------------------------------- | ---------------------------------------- | ---------------------------------------- |
| Tôn giáo                                 | Tôn giáo                                 |                                          | Tỉ lệ                                    | Tỉ lệ                                    |
| Hồi giáo                                 | Hồi giáo                                 |                                          | 45%                                      | 45%                                      |
| Chính thống giáo Serbia                  | Chính thống giáo Serbia                  |                                          | 36%                                      | 36%                                      |
| Công giáo Roma                           | Công giáo Roma                           |                                          | 15%                                      | 15%                                      |
| Khác                                     | Khác                                     |                                          | 3%                                       | 3%                                       |

Có một sự tương quan lớn giữa bản sắc sắc tộc và tôn giáo tại Bosna và Hercegovina: Hồi giáo chiếm 45% dân số, Chính thống giáo Serbia 36%, Cơ đốc giáo La Mã 15%, và các nhóm khác, gồm Do Thái và Tin lành, 4%.
Những cuộc di cư lớn trong thời các cuộc chiến tranh Nam Tư vào thập niên 1990 đã gây ra sự thay đổi nhân khẩu lớn trong nước. Từ năm 1991, không một cuộc điều tra dân số nào được tiến hành, và những sự bất đồng chính trị đã khiến việc tổ chức một cuộc điều tra không thể diễn ra. Tuy vậy, một cuộc điều tra dân số đã được lập kế hoạch cho năm 2011. Bởi các cuộc điều tra dân số chỉ mang tính thống kê, bao hàm, và là một cách để phân tích nhân khẩu, hầu như mọi dữ liệu thời hậu chiến chỉ đơn giản là một ước tính. Tuy nhiên, hầu hết các nguồn, ước tính dân số khoảng bốn triệu người, giảm 350.000 từ năm 1991.

### Giáo dục
Giáo dục phổ thông kéo dài chín năm. Giáo dục cấp hai được cung cấp bởi các trường cấp hai và trường kỹ thuật và kéo dài bốn năm. Mọi hình thức giáo dục cấp hai gồm một khóa dạy nghề. Học sinh tốt nghiệp từ các trường cấp hai có Matura có thể đăng ký vào bất kỳ khoa hay trường nào nếu trải qua một cuộc thi đầu vào do trường đó tổ chức. Các sinh viên tốt nghiệp khoa kỹ thuật đường nhận bằng chứng chỉ.

## Văn hoá

### Kiến trúc
Kiến trúc Bosna và Hercegovina phần lớn bị ảnh hưởng bởi bốn giai đoạn thay đổi chính trị và xã hội lớn tạo ra sự khác biệt văn hoá và kiến trúc của dân cư. Mỗi giai đoạn để lại ảnh hưởng và góp phần vào sự đa dạng văn hoá và ngôn ngữ kiến trúc trong vùng.

### Văn học
Bosna và Hercegovina có nền văn học phong phú, với các nhà thơ như Antun Branko Šimić, Aleksa Šantić, Jovan Dučić và Mak Dizdar và các tác gia như Ivo Andrić, Meša Selimović, Branko Ćopić, Miljenko Jergović, Isak Samokovlija, Abdulah Sidran, Petar Kočić và Nedžad Ibrišimović. Nhà hát quốc gia được thành lập vào năm 1919 tại Sarajevo và giám đốc đầu tiên của nó là nhà viết kịch nổi tiếng Branislav Nušić.
Các tờ tạp chí như Novi Plamen, Most và Sarajevske biljeznice là một trong những tờ báo nổi tiếng nhất viết về các chủ đề văn hoá và văn học.

### Nghệ thuật
Nghệ thuật Bosna và Hercegovina luôn phát triển và đa dạng từ các hầm mộ đá thời trung cổ được gọi là Stećci tới những bức hoạ tại triều đình Kotromanić. Tuy nhiên, chỉ khi Áo-Hung xuất hiện hội họa nước này mới thực sự phục hưng và phát triển. Những nghệ sĩ đầu tiên được đào tạo tại các viện hàn lâm châu Âu bắt đầu xuất hiện từ thế kỷ 20. Trong số đó có Gabrijel Jurkić, Petar Tiješić, Karlo Mijić, Špiro Bocarić, Petar Šain, Đoko Mazalić, Roman Petrović và Lazar Drljača. Sau này, các nghệ sĩ như Ismet Mujezinović, Vojo Dimitrijević, Ivo Šeremet, và Mica Todorović cùng những người khác bắt đầu nổi lên. Sau chiến tranh thế giới thứ hai, các nghệ sĩ như Virgilije Nevjestić, Bekir Misirlić, Ljubo Lah, Meha Sefić, Franjo Likar, Mersad Berber, Ibrahim Ljubović, Dževad Hozo, Affan Ramić, Safet Zec, Ismar Mujezinović và Mehmed Zaimović trở nên nổi tiếng. Ars Aevi, một bảo tàng nghệ thuật đương đại với các tác phẩm của các nghệ sĩ nổi tiếng thế giới, đã được thành lập ở Sarajevo.

### Âm nhạc

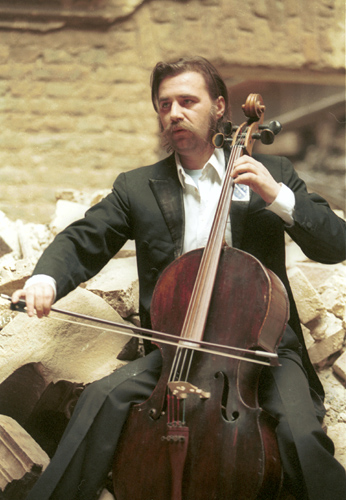
Vedran Smailović, nghệ sĩ vĩ cầm Sarajevo.

Các bài hát truyền thống Bosnan và Herzogovinian song là ganga, rera, và từ thời Ottoman bài phổ biến nhất là sevdalinka. Nhạc pop và nhạc rock cũng có truyền thống tại đây, với những nghệ sĩ nổi tiếng nhất là Goran Bregović, Davorin Popović, Kemal Monteno, Zdravko Čolić, Edo Maajka, Dino Merlin và Tomo Miličević. Tương tự, sẽ không đầy đủ nếu không đề cập tới một số nhà soạn nhạc tài danh như Đorđe Novković, Esad Arnautalić, Kornelije Kovač, và nhiều ban nhạc pop và ban nhạc rock, ví dụ như Bijelo Dugme, Indexi, Plavi Orkestar, Zabranjeno Pušenje, là một trong những người nổi bật nhất tại Nam Tư cũ. Bosna là quê hương của nhà soạn nhạc Dušan Šestić, người viết bản quốc ca hiện nay của Bosna và Hercegovina và là cha của ca sĩ Marija Šestić, nhà soạn nhạc Sasa Losic và nghệ sĩ piano Sasha Toperich.
Là một trong số ít quốc gia phát sóng 2008 Eurovision Dance Contest, mọi người cho rằng Bosna và Hercegovina sẽ là một trong số nước tham gia vào cuộc thi đầu tiên được tổ chức bên ngoài nước Anh năm 2010.

### Điện ảnh
Các nhà làm phim nổi tiếng người Serbia gồm Mirza Idrizović, Aleksandar Jevđević, Ivica Matić, Danis Tanović (nổi tiếng về bộ phim giành Academy Award và giành giải Golden Globe No Man's Land), Ademir Kenović, Benjamin Filipović, Jasmin Dizdar, Pjer Žalica, Jasmila Žbanić, Dino Mustafić, Srđan Vuletić và nhiều người khác.

### Thể thao

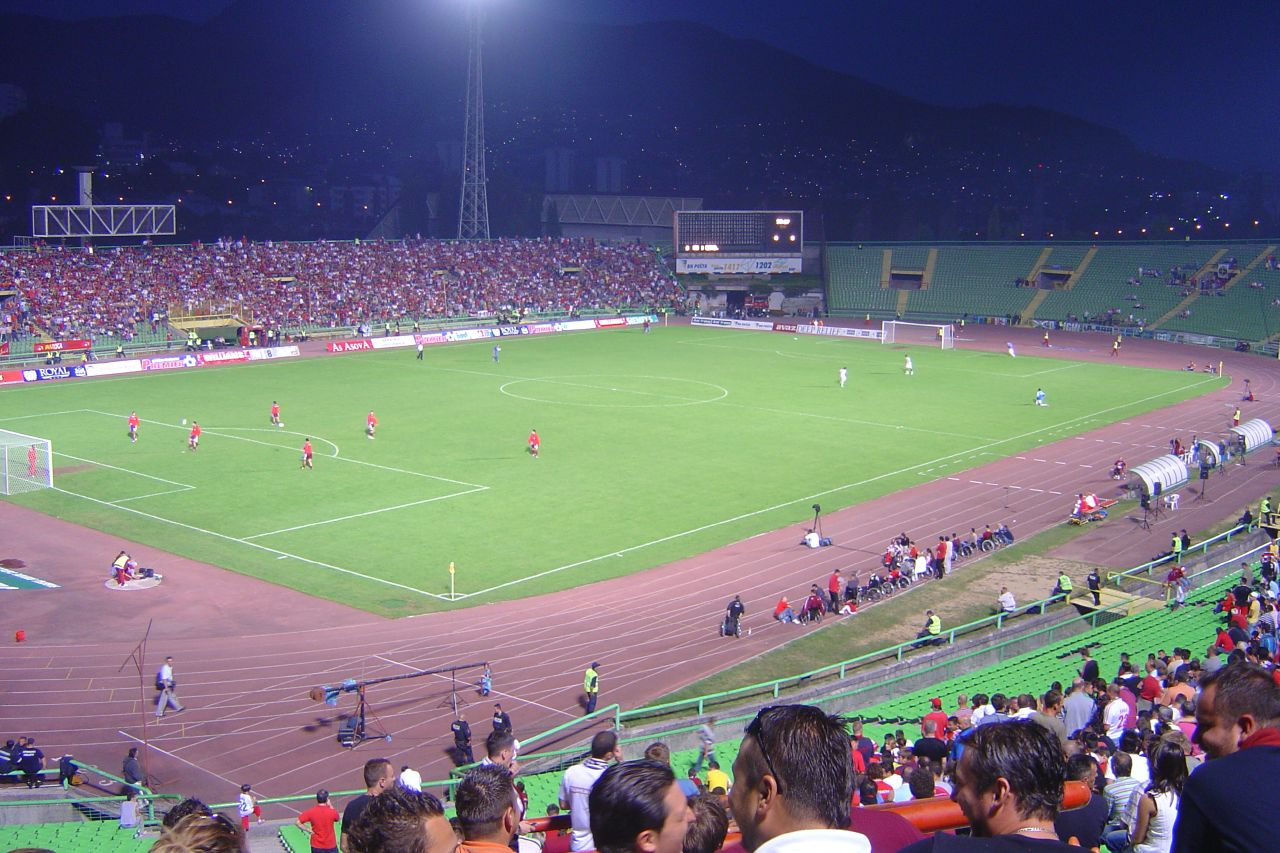
Sân vận động Asim Ferhatović Hase ở Sarajevo đã tổ chức lễ khai mạc Thế vận hội Mùa đông 1984.

Sự kiện thể thao quốc tế quan trọng nhất trong lịch sử Bosna và Hercegovina là việc đăng cai tổ chức Thế vận hội Mùa đông 1984, diễn ra tại Sarajevo từ ngày 7 đến 19 tháng 2 năm 1984.
Bosna và Hercegovina cũng có nhiều vận động viên điền kinh. Nhiều người trong số họ nổi tiếng trong các đội tuyển quốc gia Nam Tư trước khi Bosna và Hercegovina giành độc lập.
Một số vận động viên Olympics đáng chú ý là:
- Roma, 1960: Tomislav Knez và Velimir Sombolac (bóng đá).
- Tokyo, 1964: Mirsad Fazlagić (bóng đá).
- Munich, 1972: Abaz Arslanagić, Milorad Karalić, Nebojša Popović, Đorđe Lavrinić, Dobrivoje Seleć (bóng ném).
- Moskva, 1980: Mirza Delibašić và Ratko Radovanović (bóng rổ).
- Los Angeles, 1984: Zdravko Rađenović, Zlatan Arnautović (bóng ném) và Anto Josipović (đấm bốc).

Câu lạc bộ bóng ném Borac đã giành bảy chức vô địch quốc gia Nam Tư, cũng như Cúp vô địch châu Âu năm 1976 và Cúp Liên đoàn Bóng ném Quốc tế năm 1991.
Câu lạc bộ bóng rổ Bosna của Sarajevo là đội vô địch châu Âu năm 1979. Đội tuyển bóng rổ quốc gia Nam Tư, giành huy chương trong mọi giải đấu từ năm 1963 đến năm 1990, gồm những vận động viên người Bosna như Dražen Dalipagić và Mirza Delibašić. Bosna và Hercegovina thường được tham gia European Championship in Basketball. Câu lạc bộ bóng rổ nữ Jedinstvo, tại Tuzla, đã giành chức Vô địch châu Âu năm 1989 tại Florence.
Câu lạc bộ karate Tuzla-Sinalco của Tuzla giành nhiều chức vô địch Nam Tư nhất, cũng như bốn lần đoạt chức vô địch châu Âu và một lần vô địch Thế giới.
Đội tuyển cờ vua Bosna đã bảy lần giành chức vô địch Nam Tư, ngoài ra họ bốn lành giành chức vô địch châu Âu: 1994 tại Lyon, 1999 tại Bugojno, 2000 tại Neum, và 2001 tại Kalitea. Câu lạc bộ cờ Borki Predojević (từ Teslić) đã hai lần giành chức vô địch châu Âu: Litohoreu (Hy Lạp) năm 1999, và Kalitei (Hy Lạp) năm 2001.
Vận động viên đấm bốc hạng trung Marjan Beneš đã giành nhiều chức vô địch quốc gia, vô địch Nam Tư và vô địch châu Âu. Năm 1978 ông giành danh hiệu thế giới trước vận động viên Elish Obeda người Bahamas. Một vận động viên đấm bốc hạng trung khác Anton Josipović đã giành huy chương vàng Olympics tại Los Angeles, 1984. Ông cũng giành chức vô địch Nam Tư năm 1982, Vô địch vùng Balkan năm 1983, và Cúp Beograd năm 1985.
Bóng đá là môn thể thao được ưa chuộng nhất bại Bosna và Herzergovina. Nó xuất hiện từ năm 1903, nhưng nó chỉ trở nên nổi tiếng sau chiến tranh thế giới thứ hai. Ở mức độ quốc gia, Sarajevo (1967 và 1984), Željezničar (1972) là hai đội bóng đã từng giành chức vô địch Nam Tư. Đội tuyển bóng đá quốc gia Nam Tư cũ có một số cầu thủ là người Bosna, như Josip Katalinski, Dušan Bajević, Miroslav Blažević, Ivica Osim, Safet Sušić, và Mirsad Fazlagić.
Trong bóng đá, đội tuyển bóng đá quốc gia Bosna và Hercegovina thời độc lập chưa từng giành vé tham gia Giải vô địch châu Âu nhưng từng một lần tham dự Giải vô địch bóng đá thế giới vào năm 2014. Bóng đá Bosna từng sản sinh ra những cầu thủ tài năng như thủ môn Asmir Begovic hay tiền đạo đội trưởng Edin Dzeko. Dzeko hiện đang là tay săn bàn số một lịch sử đội tuyển quốc gia với 50 bàn thắng. Các đội tuyển quốc gia Bosna đã cạnh tranh để có được vận động viên xuất sắc nhất năm. Nhiều cầu thủ sinh tại Bosna và Hercegovina lựa chọn chơi cho các quốc gia khác theo xác định sắc tộc của họ bởi được đề xuất mức lương cao hơn từ các đội khác. Ví dụ, Mario Stanić và Mile Mitić đều sinh tại Bosna, nhưng chơi cho Croatia và Serbia. Những cầu thủ quốc tế nổi tiếng khác của Bosna và Hercegovina từng có lựa chọn tương tự là Zoran Savić, Vladimir Radmanović, Zoran Planinić, Aleksandar Nikolić, Savo Milošević, Darijo Srna, Vedran Ćorluka.
Bosna và Hercegovina là nhà vô địch thế giới môn bóng chuyền tại Paralympics mùa hè năm 2004. Nhiều người trong số thành viên đội tuyển đã mất chân trong Chiến tranh Bosna.

### Ẩm thực
Ẩm thực Bosna sử dụng nhiều gia vị, nhưng thường với số lượng vừa phải. Nhiều món nhẹ, bởi chúng được nấu với rất nhiều nước, các loại nước chấm hoàn toàn tự nhiên, với số lượng ít hơn các loại nước rau quả trong món. Các nguyên liệu thông thường gồm cà chua, khoai tây, hành, tỏi, hạt tiêu, dưa chuột, cà rốt, bắp cải, nấm, rau bina, zucchini, đậu khô, đậu tươi, mận, sữa, cháo đặc và kem được gọi là pavlaka. Ẩm thực Bosnan cân bằng giữa các ảnh hưởng phương Tây và phương Đông. Hậu quả của gần 500 năm cai trị của Ottoman, thực phẩm Bosna liên quan chặt chẽ tới ẩm thực Thổ Nhĩ Kỳ, Hy Lạp, và các nền ẩm thực của Đế chế Ottoman và Địa Trung Hải. Tuy nhiên, vì những năm cai trị của Áo, có nhiều ảnh hưởng từ Trung Âu. Các món thịt thông thường gồm chủ yếu là thịt bò và thịt cừu. Một số món đặc sản địa phương là ćevapi, burek, dolma, sarma, pilaf, goulash, ajvar và toàn bộ các loại đồ ăn ngọt phương Đông. Các loại rượu ngon nhất địa phương có từ Hercegovina nơi có khí hậu thích hợp cho việc trồng nho. loza Herzegovina (tương tự như grappa Ý nhưng ít ngọt hơn) rất phổ biến. Mận (sljiva/rakija) hay táo (jabukovaca (jabuka = táo)) được sản xuất tại Bosna. Các nhà máy rượu Herzegovinia sản xuất rất nhiều rượu mạnh và cung cấp cho toàn bộ các nhà máy rượu của Nam Tư cũ (rượu mạnh là cơ sở của hầu hết các loại đồ uống có cồn).

## Hình ảnh

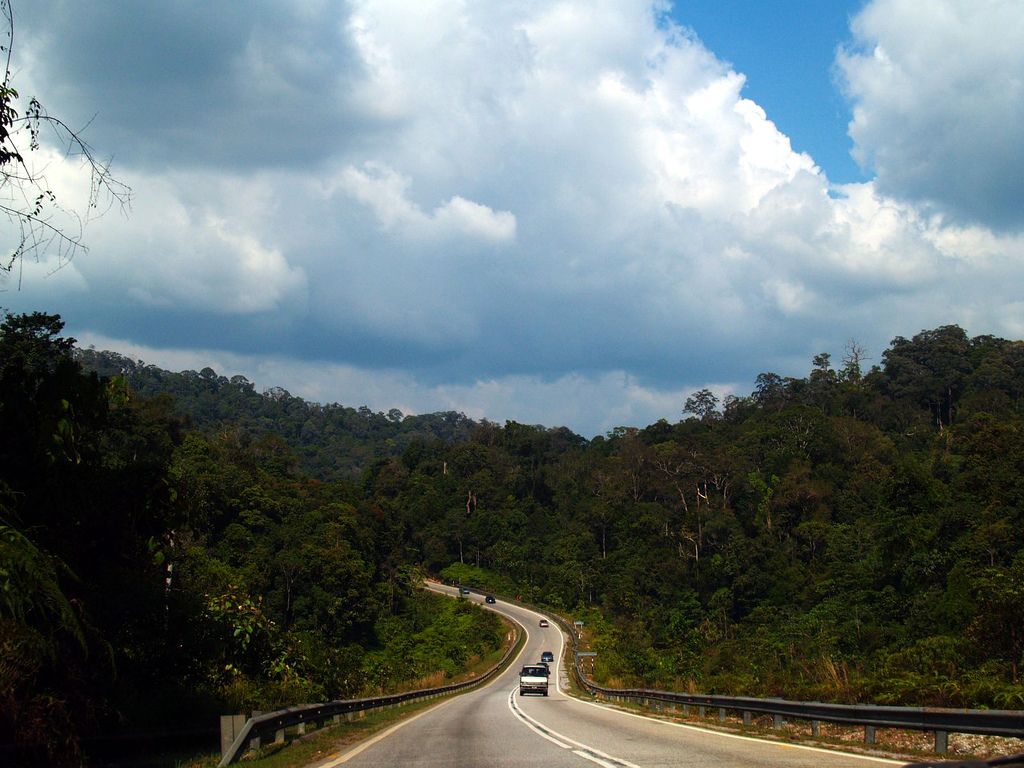
Một góc nhìn vùng đồng quê gần Tarčin, phía nam Sarajevo
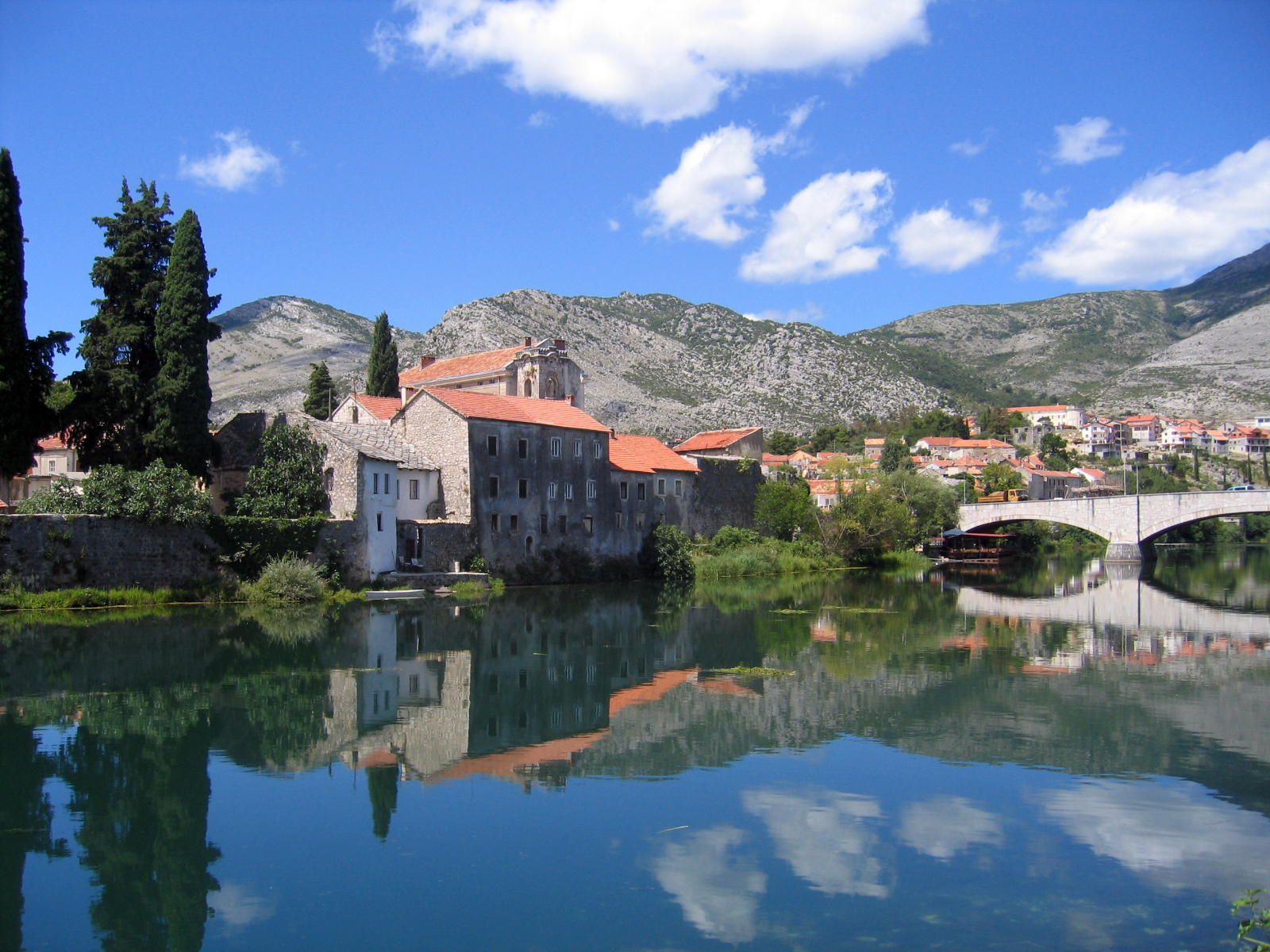
Trebinje
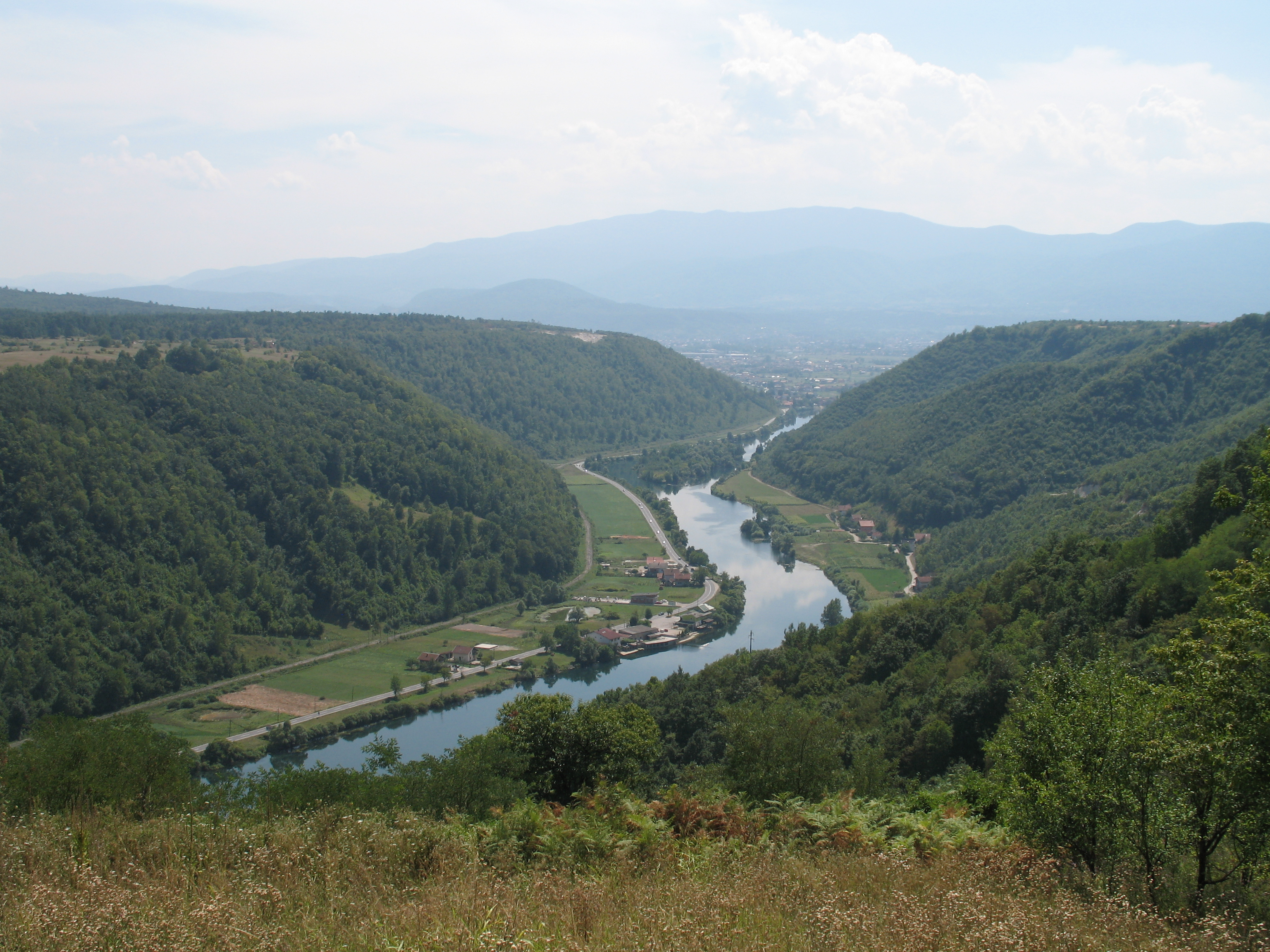
Sông Una
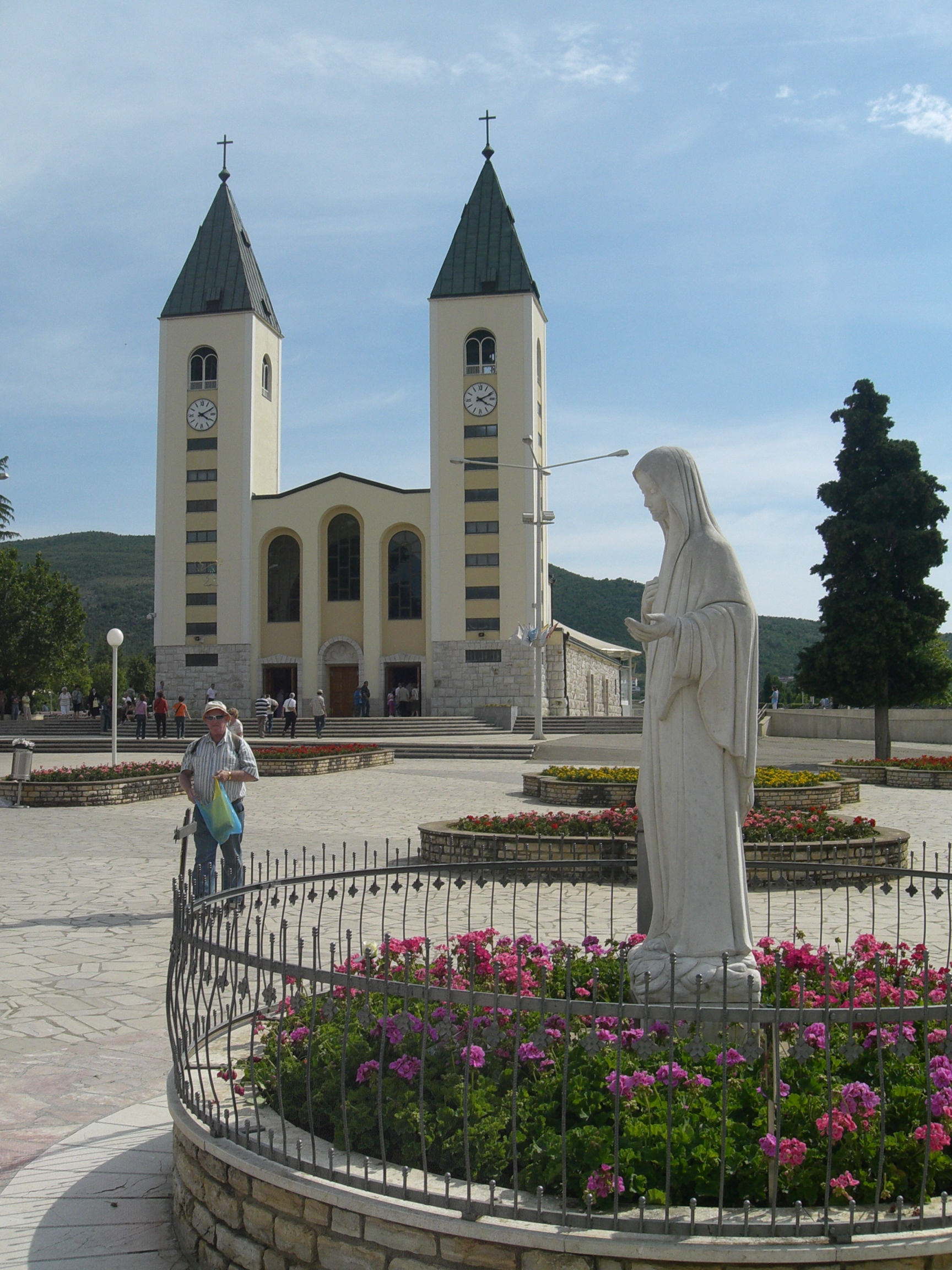
Tượng Quý bà Međugorje